# Historia kolei

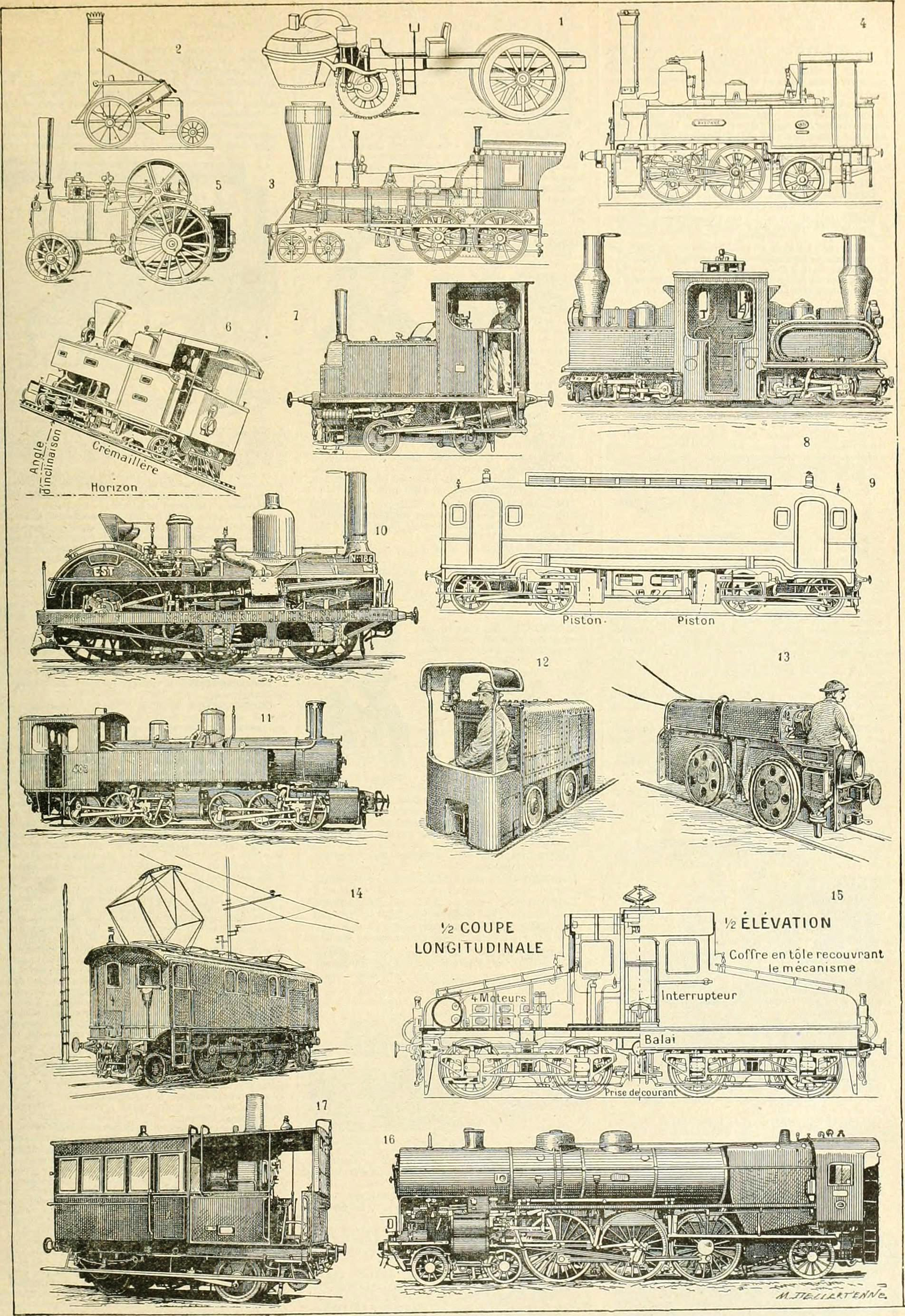

Kolej istniała od starożytności w postaci kolei konnych wykorzystujących wyżłobienia w kamiennych płytach dróg, które powstały m.in. na niektórych mocno obciążonych drogach dojazdowych do Rzymu. Transport szynowy z trakcją konną był znany już w Asyrii ponad 2500 lat temu. Najwcześniejszym świadectwem zastosowania transportu szynowego jest Diolkos (długość 6–8,5 km), dzięki której przemieszczano statki w poprzek Przesmyku Korynckiego (Grecja) począwszy od około 600 p.n.e. (użytkowano ją przez ponad sześć i pół stulecia).

## Początki

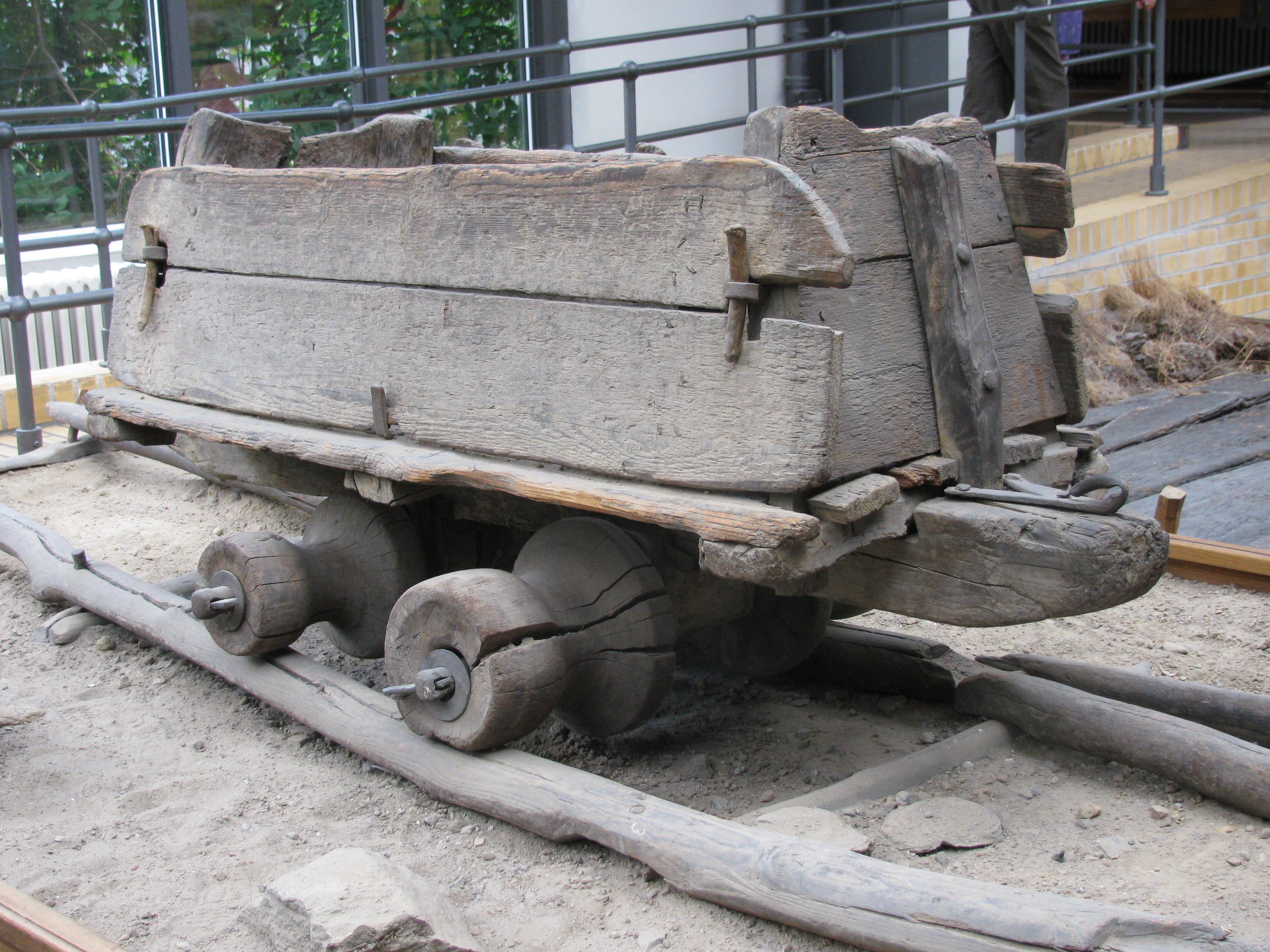
Węgierska kolej drewniana z XVI w.

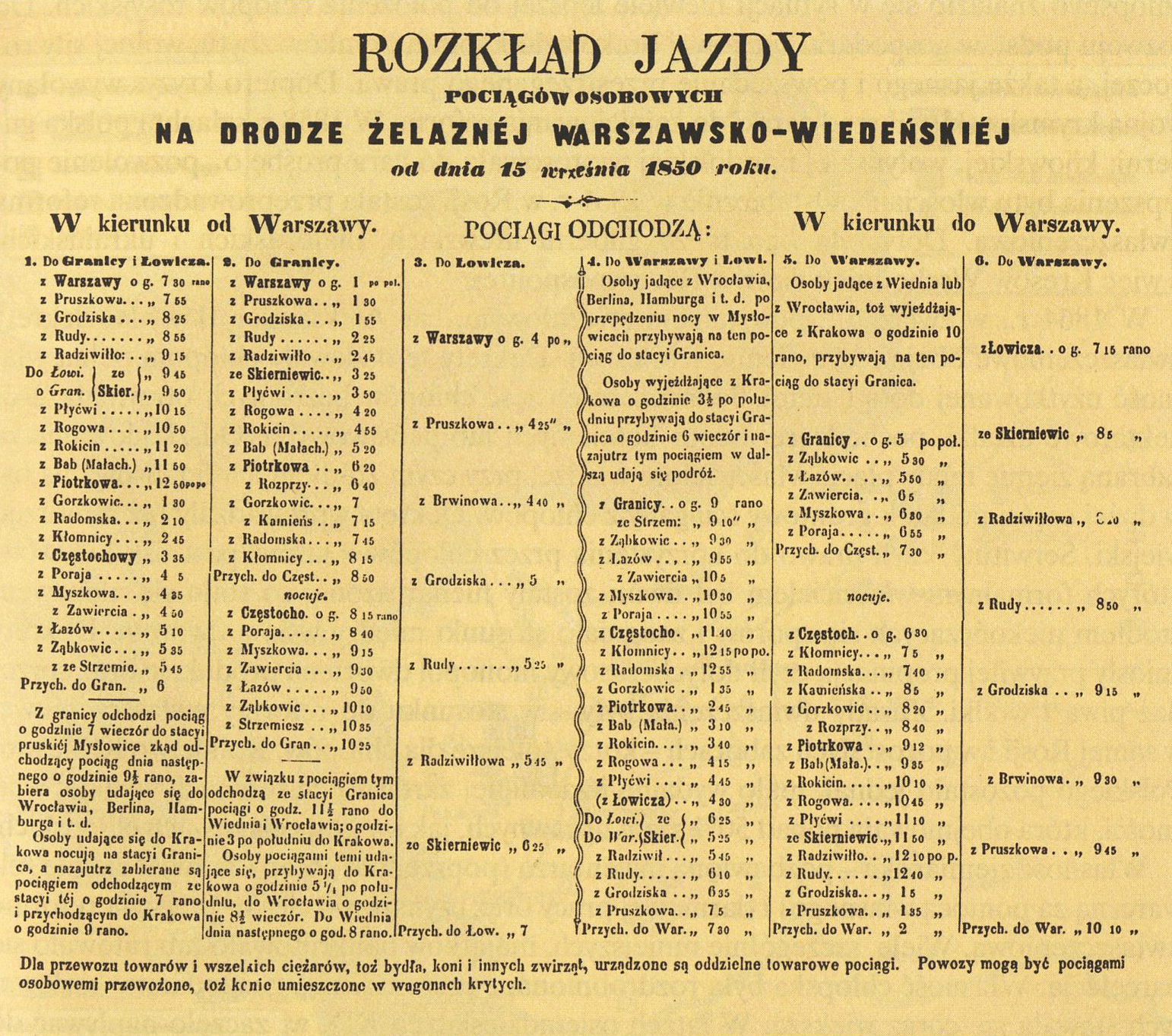
Rozkład jazdy Kolei Warszawsko-Wiedeńskiej z 1850 r.

Poprzednikami dzisiejszych szyn były koleiny na antycznych drogach, które umożliwiały pewne prowadzenie. Naukowcy sądzą, że już w epoce miedzi ponad 4000 lat temu zaczęto specjalnie żłobić rowki w drogach. Koleiny można było znaleźć w kamieniołomach starożytnych Egiptu i Grecji. Zapewne najdłuższą tego typu rowkowaną drogą była służąca do transportowania statków droga Diolkos, poprowadzona w poprzek Przesmyku Korynckiego w Grecji. Także w drogach rzymskich żłobiono koleiny.
Na przełomie średniowiecza i nowożytności w kopalniach, gdzie musiano transportować ciężkie ładunki, zastosowano wynalazek drewnianych szyn. Georgius Agricola wymienia je po raz pierwszy w 1556 r. w swoim dziele De Re Metallica. Drewniane szyny miały sporo wad. Na zabłoconych szynach wagony często się wykolejały. Drewno szybko butwiało na mokrym podłożu. Kardynał Matthäus Lang von Wellenburg opisał w 1515 Reisszug w twierdzy Hohensalzburg. Najstarszą istniejącą do tej pory kolej linowo-terenową w swojej najwcześniejszej formie tworzył wózek poruszany po drewnianych szynach przez koło deptakowe za pomocą konopnej liny. W latach 1603–1604 w pobliżu angielskiego Nottingham Huntingdon Beaumont i Sir Percival Willoughby wybudowali Wollaton Wagonway. Była to najstarsza forma transportu szynowego w Anglii. Liczący nieco ponad 3 km szlak, zbudowany z drewnianych szyn, połączył miejscowości Strelley i Wollaton, a służył głównie do przewozu węgla kamiennego.

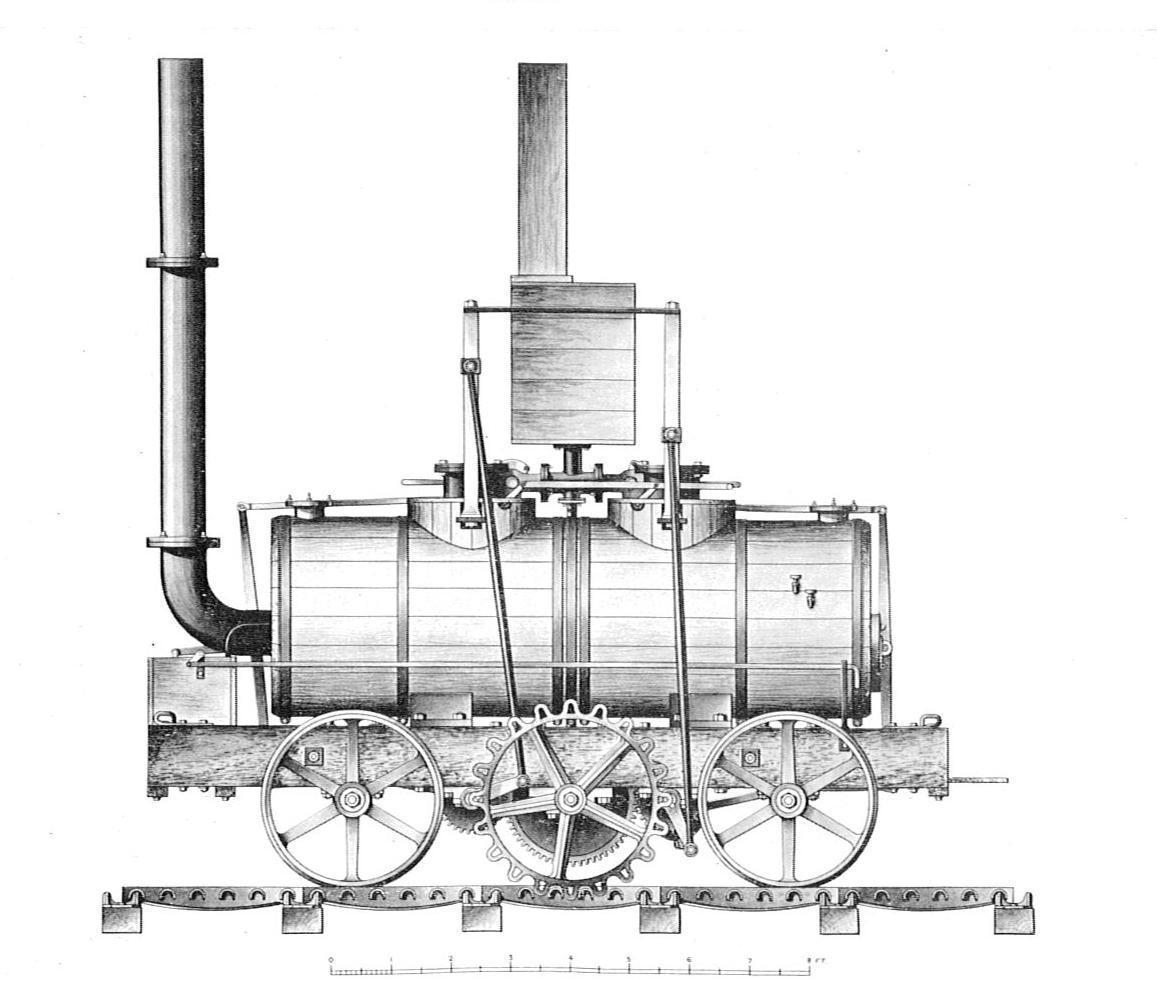
Lokomotywa Salamanca z 1812 r.

Ewolucja kolei od form transportu przemysłowego (głównie w kopalniach) do publicznie dostępnego środka transportu z napędem mechanicznym miała najwcześniej miejsce w Wielkiej Brytanii, kraju, w którym zapoczątkowana została rewolucja przemysłowa. W 1803 r. pojawiła się tam pierwsza kolej konna użytku publicznego, służąca do transportu towarów, a w 1807 – także do transportu osobowego. Od 1804 r. próbowano stosować parowozy (Richard Trevithick). W tym czasie rozpoczęła się również historia kolei na Górnym Śląsku, gdzie w latach 1798–1802 powstała pod Chorzowem Huta Królewska, otrzymując połączenie konną koleją przemysłową z szybami Kopalni Królewskiej. Pierwszą lokomotywą parową, która odniosła sukces komercyjny była 2-cylindrowa, posiadająca koło zębate „The Salamanca” (konstruktor Matthew Murray) wyprodukowana w 1812 dla wąskotorowej linii Middleton Railway w kopalni w Leeds. Intensywny rozwój transportu kolejowego rozpoczął się w 1825 r., kiedy to George Stephenson uruchomił pierwszą linię kolei publicznej łączącą Stockton z Darlington. Jej znaczenie polegało na tym, że ponad wszelką wątpliwość udowodniła możliwość funkcjonowania parowozu ciągnącego znaczną masę wyłącznie z wykorzystaniem tarcia między kołem i szyną. W 1830 r. została otwarta pierwsza linia trakcji wyłącznie parowej, łącząca Liverpool z Manchesterem.
Na kontynencie europejskim również rozpoczynano od trakcji konnej (pierwsze linie publicznie dostępne pojawiły się w 1827 r.). W całej Europie w końcu 1830 istniały 332 km linii kolejowych (ukończone lub w budowie). Wprowadzenie parowozów jako wyłącznej formy trakcji opóźniło się mniej więcej o 7 lat w stosunku do Brytanii, choć już w 1816 roku Johann Friedrich Krigar prowadził prace nad pierwszym pruskim parowozem, oparte na wykonanych w wyniku szpiegostwa przemysłowego z lat 1812–1814 obserwacjach lokomotyw Salamanca. Jednakże w krajach najlepiej rozwiniętych, budowa linii dalekiego zasięgu nastąpiła bardzo szybko. Linia łącząca Londyn z przemysłowym okręgiem Lancashire-Cheshire została otwarta w 1838 r., podczas gdy linia łącząca Drezno z Lipskiem – tylko rok później. Pierwsza dekada rozbudowy kolei w Europie pozostała pod dominacją technologii brytyjskiej (zwłaszcza Roberta Stephensona), chociaż np. Niemcy bardzo szybko próbowali budowy własnych parowozów.
Z wyjątkiem Belgii, gdzie koleje budowano od początku z myślą o powstaniu sieci obejmującej cały kraj, pierwsze koleje budowano z reguły jako pojedyncze linie. Ponieważ system komunikacyjny wielu krajów w okresie poprzedzającym kolej opierał się na żegludze śródlądowej, jedną z charakterystycznych wczesnych form kolei były linie łączące sąsiadujące zlewnie lub omijające fragmenty rzek, które nie nadawały się do nawigacji (tzw. „portage railways”). Koleje tej grupy budowano w Afryce jeszcze na przełomie XIX i XX w. Inną formą wczesnych kolei były linie łączące ośrodki przemysłowe, zwłaszcza kopalnie, z siecią transportu wodnego. Te, w zamyśle towarowe koleje, szybko przejmowały ruch pasażerski.
Wielki wkład firmy Roberta Stephensona w budowę kolei i taboru nie tylko w Wielkiej Brytanii, ale także w innych krajach przyczynił się do upowszechnienia toru o rozstawie szyn (prześwicie) 4 stóp 8½ cala (1435 mm). Tym niemniej, ze względów oszczędnościowych, zwłaszcza tam, gdzie koleje miały być budowane w terenie górskim, przyjmowano rozstawy węższe (najczęściej 1067 mm lub 1000 mm), które długo jeszcze nie ograniczały zasadniczo prędkości pociągów. Gdzie indziej przyjmowano rozstawy szersze – ze względów politycznych albo wynikających z ekonomiki ruchu pociągu, czy lokalnych warunków klimatycznych.

## Rozwój i charakterystyka sieci
W zachodniej Europie początkowo sieci kolejowe rozwijały się najszybciej w krajach, gdzie nie było dobrych innych linii komunikacyjnych. Pewne opóźnienie budowy kolei widoczne jest we Francji, mającej dobrą sieć dróg, oraz w Holandii, mającej dobry system kanałów śródlądowych. W 1845 Wielka Brytania i Irlandia posiadały 4082 km linii kolejowych, Niemcy 2043 km, Austro-Węgry 1058 km, Francja tylko 870 km, Belgia 577 km, Holandia tylko 156 km, Rosja 144 km, Włochy 128 km a Szwajcaria zaledwie 4 km. W początkach 1850 r. Brytania miała 10 594 km linii, Niemcy – 5076 km, a Francja tylko 2992 km. Tempo budowy kolei na ogół odpowiadało tempu uprzemysłowienia. W kolejnych dekadach tempo budowy kolei wzrosło również w krajach pozostających do tej pory w tyle. W latach 60. i 70. XIX w. rocznie budowano od kilku do kilkunastu tysięcy km nowych szlaków kolejowych. W wyjątkowo pomyślnym roku 1871, pojawiło się 23 516 km linii kolejowych. W 1875 po europejskich szlakach kolejowych kursowało 42 tys. lokomotyw z 90 tys. wagonów osobowych i 1 mln wagonów towarowych, przewożąc rocznie 1140 mln osób i 548,7 mln t towarów. W 1878 Europę oplatały linie kolejowe o łącznej długości 158 810 km. Największymi potęgami kolejnictwa były wówczas:
- Niemcy – 31 636 km (19,9% linii europejskich)
- Wielka Brytania – 27 898 km (17,6%)
- Francja – 23 793 km (15,0%)
- Rosja – 21 840 km (13,8%)
- Austro-Węgry – 18 270 km (11,5%)
- Włochy – 8046 km (5,07%)
- Hiszpania – 6199 km (3,90%)
- Szwecja – 5241 km (3,30%)
- Belgia – 3740 km (2,36%)
- Szwajcaria – 2590 km (1,63%)

Pod koniec XIX w. Brytania utrzymała co prawda wiodącą pozycję w Europie pod względem gęstości sieci (chociaż i tu przegoniła ją Belgia), ale nie miała już jej pod względem bezwzględnej długości sieci, jak również długości sieci odniesionej do populacji. Poza Europą największą sieć kolejową zbudowały Stany Zjednoczone, gdzie osiągnięto nawet, mimo rozległości kraju, zbliżony do europejskiego wskaźnik gęstości sieci. Szczególny wysiłek w stworzenie sieci kolejowych obejmujących rozległe obszary kraju włożyły społeczeństwa najlepiej rozwiniętych pozaeuropejskich państw i kolonii. Wskaźniki długości sieci odniesione do liczby ludności stawiają na pierwszym miejscu Australię, Nową Zelandię, Kanadę, USA i Związek Południowej Afryki. Trudno się dziwić, że koleje „Nowego Świata” były budowane na ogół szybciej, taniej i mniej solidnie od kolei większości krajów europejskich. Przynajmniej początkowo unikano rozwiązań bardziej kosztownych, jak długie tunele, murowane mosty i wiadukty, okazałe dworce, bezkolizyjne trasy w miastach. Podczas gdy żelazny lub drewniany wiadukt „tresle” był rzadkością w Europie Zachodniej, w Ameryce Północnej był powszechnie spotykany. Jednopoziomowe skrzyżowanie linii kolejowych było w Europie wyjątkiem, a w Ameryce – niczym szczególnym.
Budowa sieci kolejowych w Azji, zwłaszcza Wschodniej (Chiny, Japonia, Korea) trwała jeszcze w latach międzywojennych; niektóre ważne elementy sieci, na przykład trudne przeprawy mostowe albo linie na trudno dostępnych obszarach, powstawały w Chinach nawet w II poł. XX w. W Azji Środkowej rzadka, ale obejmująca najważniejsze relacje sieć powstała tylko na obszarze podległym Rosji. Na Bliskim Wschodzie sieć kolejowa nie powstała nigdy; dopiero ostatnio wielki wysiłek jej budowy podjęto w Iranie i Izraelu, budowa sieci jest też planowana w Arabii Saudyjskiej. W Ameryce Południowej do lat 50. budowano połączenia transkontynentalne; nie było im dane długo funkcjonować wobec upowszechnienia się transportu drogowego i lotniczego. Na powstanie transkontynentalnej sieci w Afryce zapowiadało się w czasach kolonialnych (byłaby ona jednak pocięta na linie różnych rozstawów toru), ale czasy dekolonizacji doprowadziły do jej dekompozycji. O sieci kolejowej w Afryce można zatem mówić tylko w jej części północnej (gdzie zwłaszcza Maroko zbudowało ją po I wojnie światowej) – oraz w krajach Afryki południowej.
Sieć kolejowa na świecie w 1898 r..:
| państwo                                   | a. długość linii [km] | b. długość linii na 100 km² [km] | c. długość linii na 10 tys. mieszk. [km] | uwagi                                 |
| ----------------------------------------- | --------------------- | -------------------------------- | ---------------------------------------- | ------------------------------------- |
| EUROPA                                    | 263 145               | 2,7                              | 6,9                                      |                                       |
| Szwecja                                   | 10 169                | 2,3                              | 20,5                                     |                                       |
| Szwajcaria                                | 3646                  | 8,8                              | 12,0                                     |                                       |
| Dania                                     | 2543                  | 6,5                              | 11,1                                     |                                       |
| Francja                                   | 44 342                | 7,8                              | 10,8                                     |                                       |
| Niemcy                                    | 45 116                | 8,9                              | 9,2                                      |                                       |
| Norwegia                                  | 1938                  | 0,6                              | 9,2                                      |                                       |
| Belgia                                    | 5904                  | 20,0                             | 9,1                                      |                                       |
| Wielka Brytania                           | 34 445                | 10,9                             | 8,5                                      |                                       |
| Austro-Węgry                              | 33 668                | 5,0                              | 7,4                                      |                                       |
| Hiszpania                                 | 12 916                | 2,5                              | 7,1                                      |                                       |
| Holandia i Luksemburg                     | 3129                  | 8,8                              | 6,1                                      |                                       |
| Włochy                                    | 15 643                | 5,5                              | 5,0                                      |                                       |
| Rumunia                                   | 2880                  | 1,7                              | 4,7                                      |                                       |
| Portugalia                                | 2358                  | 2,5                              | 4,6                                      |                                       |
| Rosja                                     | 40 262                | 0,7                              | 3,8                                      | część europejska                      |
| Grecja                                    | 952                   | 1,4                              | 3,8                                      |                                       |
| Malta, Jersey, Man                        | 110                   | 10,0                             | 3,4                                      | dependencje brytyjskie                |
| Turcja i Bułgaria                         | 2554                  | 0,9                              | 2,7                                      | europejska część Imperium Osmańskiego |
| Serbia                                    | 570                   | 1,2                              | 2,5                                      |                                       |
| AMERYKA                                   | 380 384               | 1,0                              | 28,6                                     |                                       |
| Kanada                                    | 26 866                | 0,3                              | 51,8                                     | dominium brytyjskie                   |
| Nowa Fundlandia                           | 911                   | 0,8                              | 43,3                                     | dependencja brytyjska                 |
| Stany Zjednoczone                         | 296 745               | 3,8                              | 42,2                                     |                                       |
| Argentyna                                 | 15 172                | 0,5                              | 33,5                                     |                                       |
| Urugwaj                                   | 1800                  | 1,0                              | 21,6                                     |                                       |
| Chile                                     | 4286                  | 0,5                              | 13,4                                     |                                       |
| Kuba                                      | 1778                  | 1,6                              | 10,9                                     |                                       |
| Meksyk                                    | 11 890                | 0,5                              | 9,4                                      |                                       |
| Brazylia                                  | 13 941                | 0,1                              | 8,2                                      |                                       |
| AZJA                                      | 49 764                | –                                | –                                        |                                       |
| Rosja                                     | 1513                  | 0,2                              | 21,6                                     | część zakaspijska                     |
| Syberia                                   | 3801                  | 0,0                              | 6,5                                      | dependencja rosyjska                  |
| Azja Mniejsza z Syrią                     | 2509                  | 0,1                              | 1,6                                      | część Imperium Osmańskiego            |
| Indie Brytyjskie                          | 33 820                | 0,6                              | 1,1                                      |                                       |
| Japonia                                   | 4032                  | 0,9                              | 0,9                                      |                                       |
| Indie Holenderskie                        | 2082                  | 0,3                              | 0,7                                      | obecna Indonezja                      |
| Chiny                                     | 482                   | 0,0                              | 0,0                                      |                                       |
| AFRYKA                                    | 15 948                | –                                | –                                        |                                       |
| Wolne Państwo Orania                      | 1340                  | 0,3                              | 63,8                                     | Afryka Pd.                            |
| Kraj Przylądkowy                          | 3634                  | 0,4                              | 20,7                                     | Afryka Pd., bryt.                     |
| Republika Południowoafrykańska (Transwal) | 1142                  | 0,3                              | 13,1                                     | Afryka Pd.                            |
| Natal                                     | 739                   | 1,0                              | 9,4                                      | Afryka Pd., bryt.                     |
| Algieria i Tunis                          | 4355                  | 0,4                              | 6,9                                      | dependencje francuskie                |
| Egipt                                     | 2824                  | 0,2                              | 2,9                                      |                                       |
| OCEANIA                                   | 23 014                | 0,2                              | 51,9                                     |                                       |
| Australia                                 | 19 344                | 0,3                              | 53,6                                     | dominium brytyjskie                   |
| Nowa Zelandia                             | 3528                  | 1,3                              | 49,8                                     | dominium brytyjskie                   |

Rozwój sieci kolejowych da się podzielić na trzy etapy. Pierwszy obejmował powstanie izolowanych linii i małych systemów kolejowych, spełniających funkcje kolei rekreacyjnych (szybko przekształcające się w koleje obsługujące ruch podmiejski), kolei łączących sieć wodną w jeden system transportowy albo kolei służących przewozom towarowym, które łączyły okręgi przemysłowe ze szlakami wodnymi. Drugi etap obejmował tworzenie sieci krajowej, czyli budowę linii magistralnych ogólnego przeznaczenia, niejednokrotnie łączących linie i sieci powstałe wcześniej. Trzeci etap obejmował zagęszczenie sieci kolejami lokalnymi, zazwyczaj budowanymi „oszczędnościowo”, na bazie łagodniejszych w porównaniu do linii głównych standardów technicznych. Grupa kolei lokalnych składa się z linii połączonych z siecią krajową oraz z linii osobnych, często wąskotorowych. Osobny standard kolei lokalnych ukształtował się w Ameryce Północnej, gdzie linie budowane na przełomie wieków, a zwłaszcza w pierwszej dekadzie XX w., były od razu zelektryfikowane i miały charakter na wpół tramwajowy (ciężki tabor, ale prowadzenie tras przy dużym użyciu korytarzy drogowych). Były to tzw. „interurbans”. „Interurbans” znane były również w Ameryce Łacińskiej, Japonii oraz w Europie, ale nigdzie nie osiągnęły one podobnej skali, co w Stanach Zjednoczonych.
Były kraje, gdzie budowa sieci była na początku wyłączną domeną państwa (Belgia, Hanower), ale były i takie, gdzie budował je wyłącznie kapitał prywatny (Brytania, USA). W większości krajów jednak pierwsze linie kolejowe budowane były jako przedsięwzięcia prywatne. Ponieważ inwestycje te nie zawsze były dochodowe, albo też pokrycie siecią kolejową obszaru kraju pociągało za sobą budowę wielu linii deficytowych, w powstanie kolei dość szybko angażowało się państwo – bezpośrednio, tworząc równolegle zarządy kolei państwowych, albo pośrednio, dając gwarancje prywatnym inwestorom pokrycia ewentualnego deficytu. Zarządy państwowe nie tylko jednak budowały własne linie, ale także stopniowo przejmowały linie prywatne po wygaśnięciu koncesji lub w drodze wykupu. Upaństwowienie kolei było więc zazwyczaj procesem rozciągniętym w czasie, rzadziej zaś działaniem jednorazowym.
Ostatecznie, skutecznym impulsem upaństwowienia był kryzys kolei towarzyszący pojawieniu się konkurencyjnego transportu drogowego. W ostatnich dwóch dekadach XX w. ponownie pojawiły się tendencje prywatyzacyjne, zwykle jednak nie na zasadzie pełnej własności infrastruktury, ile koncesjonowania przewozów.

## Kolej w miastach

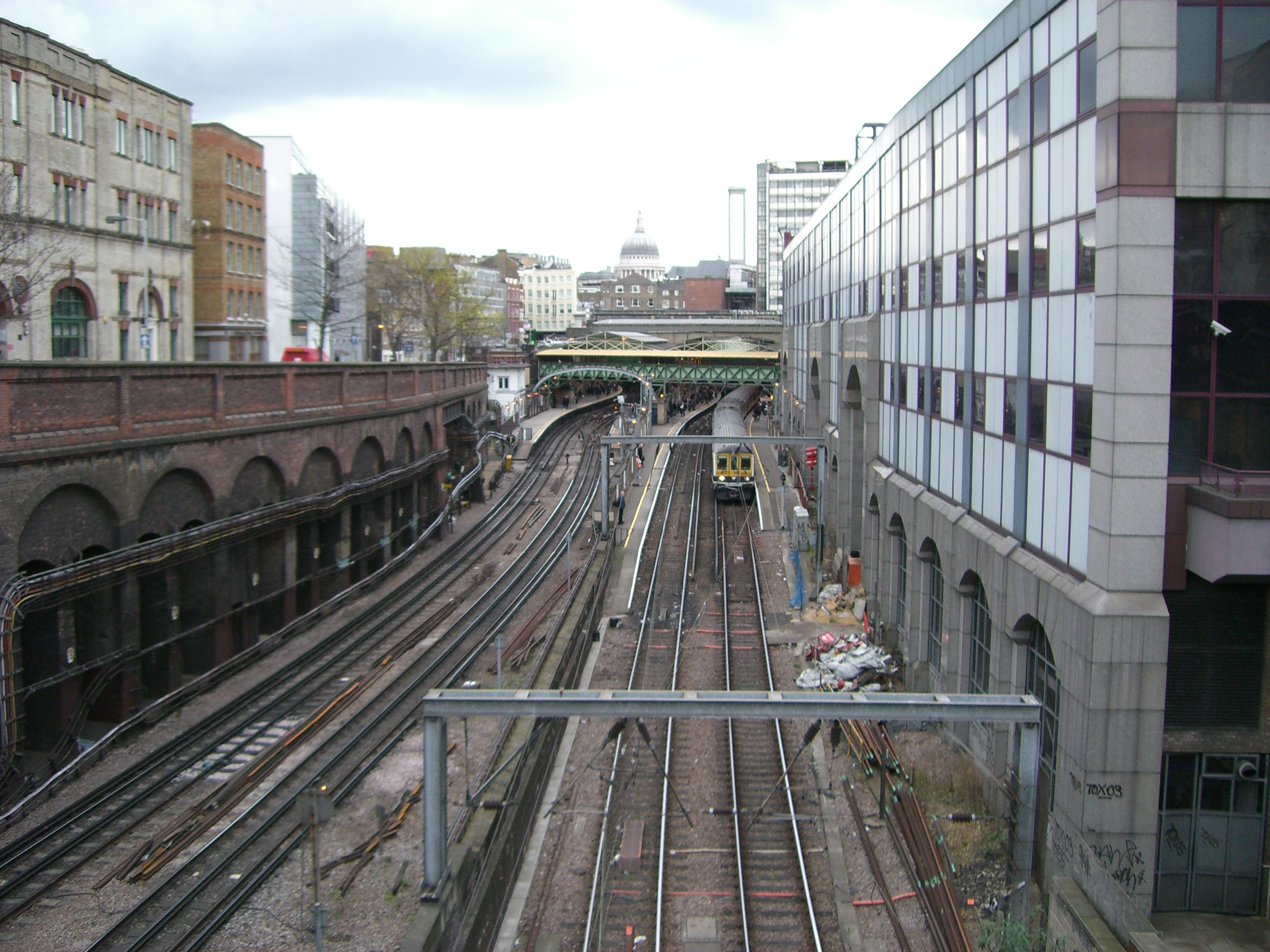
Londyn, City Widened Lines z l. 1863-68. Przejście metra i kolei sieci krajowej skrajem City

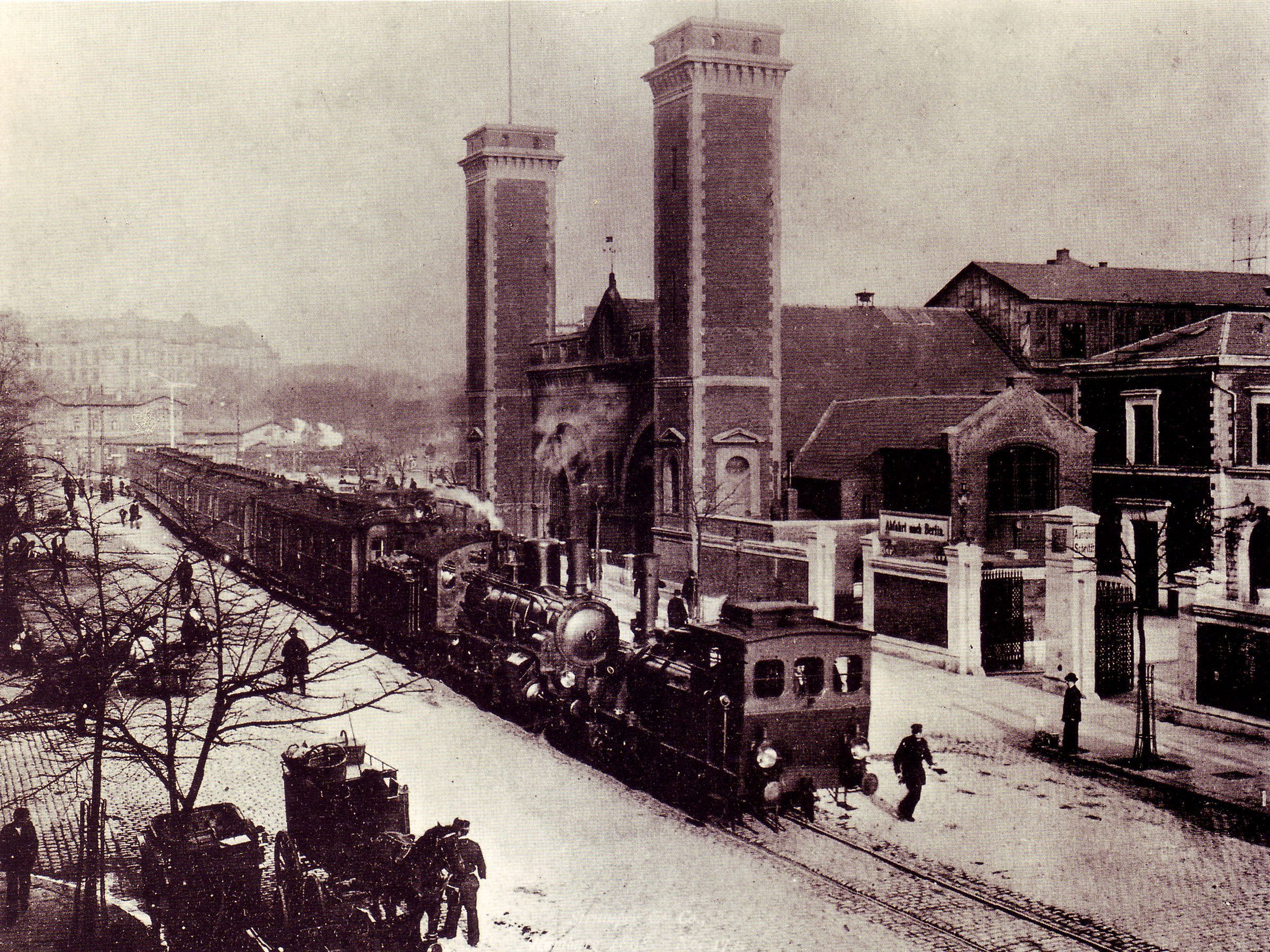
Hamburg: pociąg na pierwotnej linii łączącej dworce, przed konsolidacją węzła w pocz. XX w.

Prowadzenie linii kolejowych na obszarach zurbanizowanych i sposób kształtowania węzłów wykazują znaczne różnice między Europą i resztą świata. Kolej na „Starym Kontynencie”, zwłaszcza w Europie Zachodniej, kształtowana była od początku jako układ niezależny od sieci ulicznej, w Brytanii nawet całkowicie bezkolizyjnie (już Liverpool & Manchester Rly. od początku miała tunele, a potem wykop na odcinku dojazdowym do stacji w Liverpoolu). Ponieważ celem kolei było posiadanie dworca możliwie blisko centrum, budowa jego i linii doprowadzających (na wiaduktach lub w tunelach) była bardzo kosztowna i pociągała za sobą wielkie przekształcenia przestrzenne, o których nieraz mówiono jako o „kolejowym wandalizmie” (Londyn, Newcastle upon Tyne, Glasgow).
W miastach słabiej rozwiniętych linie prowadzone były na poziomie terenu, ale z minimalną liczbą przekroczeń drogowych, a dworce lokowano z dość znacznym oddaleniem od centrum. W miarę wzrostu miasta rodziło to zjawisko „złej strony torów” – obszaru źle skomunikowanego ze śródmieściem, leżącego blisko, ale wykorzystywanego ekstensywnie, bądź tworzącego dzielnicę przemysłową. Linia kolejowa często stanowiła więc w mieście rodzaj bariery strukturalnej, wyraźnie rozgraniczającej obszary różnego użytkowania. Zjawisko bariery mogło występować również w przypadku znacznej szerokości torowisk prowadzonych bezkolizyjnie. Próbowano temu przeciwdziałać mnożąc wiadukty i tunele uliczne, przekładając kolej nad lub pod poziom ulic (Wrocław, Warszawa), albo nawet przekładając całą linię w nowy korytarz położony dalej od śródmieścia (Karlsruhe, Darmstadt).
Natomiast w Ameryce Północnej powszechnie zezwalano towarzystwom kolejowym na budowę linii naziemnych, a często nawet na prowadzenie ich ulicami, co szybko przyniosło poważne problemy wynikające ze wzrostu ruchu pociągów i pojazdów drogowych. Korytarze naziemne występowały nie tylko w kształtujących się miastach amerykańskiego Zachodu, ale również w starych metropoliach północnego wschodu (Filadelfia, Waszyngton, Nowy Jork). Mimo że później miasta wywierały presję na zarządy kolejowe, by podjęły się przebudowy węzłów, był to nieraz proces bardzo długotrwały, np. w Waszyngtonie torowiska uliczne zlikwidowano dopiero w 1908 r.
Systemy kolejowe, złożone z sieci zarządów prywatnych, w naturalny sposób wytwarzały węzły, w których każda sieć miała własny dworzec i własny system linii doprowadzających. Rzadko kiedy grupowały się one we wspólnych korytarzach, zwykle natomiast tworzyły „pajęczynę” linii oplatających miasto. W miastach wiktoriańskiej Anglii własność kolejowa mogła sięgać nawet 1/3 obszaru centralnego. Ostatnie dwie dekady XIX w. i początkowe XX w. przyniosły szereg inwestycji „konsolidacji” węzłów kolejowych, umożliwionych porozumieniem poszczególnych zarządów kolejowych albo upaństwowieniem kolei, zwykle przy wydatnym udziale władz miejskich. Konsolidacja polegała na powiązaniu sieci poszczególnych zarządów w jeden węzeł, rezygnacji z niektórych linii (i rozbudowie innych) oraz, zazwyczaj, na urządzeniu głównego dworca kolejowego, skupiającego w jednym punkcie przynajmniej większość pociągów obsługujących miasto. Najcelniejsze przykłady takich działań miały miejsce w Niemczech (z tzw. „Hauptbahnhöfe”). Odmiana skonsolidowanego węzła bez dworca głównego, ale z wyposażoną w kilka dworców linią średnicową (Stadtbahn), powstała w 1882 r. w Berlinie. Wiele wysiłku włożono też w stworzenie zintegrowanych węzłów w krajach z kolejami prywatnymi: w Wielkiej Brytanii (z tzw. „Joint Stations”), a później w Stanach Zjednoczonych (z tzw. „Union Stations”), ale tam objęły one z reguły tylko część węzła; niekiedy też nie zdołały wykazać w pełni swoich zalet, ponieważ zbiegły się z likwidacją systemu kolei pasażerskiej (USA).
Mimo początkowych oporów wielu zarządów, koleje obsługujące duże miasta w coraz większym stopniu podejmowały obsługę stref podmiejskich, a jeszcze później – ruchu miejskiego. Były one do tego obligowane przez władze państwowe („workmens’ trains” w Wielkiej Brytanii), które niekiedy same przeprowadzały konsolidacje węzłów w taki sposób, by powstał wydajny układ kolei miejskiej i podmiejskiej (Berlin, Hamburg). Był to element polityki miejskiej, dążącej do rozgęszczenia ludności miast, które wymagało otwarcia nowych terenów pod zabudowę. Kolej stała się zatem istotnym stymulatorem „suburbanizacji” i przyczyniła się do powstania aglomeracji miejskich.
Obsługą ruchu miejskiego zajęły się głównie koleje uliczne – czyli tramwaje, jak też koleje „ciężkie” – czyli metro. Pierwszy tramwaj konny datuje się zwykle na r. 1832, choć można się upierać, że była nim dopiero kolej konna z ok. 1850 r., używająca szyn z rowkiem (Loubata, obie w Nowym Jorku). Trakcja elektryczna pojawiła się w 1881 r. (Großlig; Lichterfelde), ale jej doskonalenie zabrało jeszcze siedem lat (Richmond, 1888). Dominacja tramwaju elektrycznego w transporcie miejskim trwała do I wojny światowej w USA, a – orientacyjnie – do II wojny w Europie Zachodniej.
Rzadko kiedy kolej sieci krajowej podjęła się roli jedynej formy SKM w mieście (jak to się stało np. w Sydney). Z reguły natomiast powstała inna grupa kolei (metro), budowanych przez miasta (lub szybko przez nie przejętych), prowadzonych pod lub nad ziemią wzdłuż głównych kierunków przemieszczania się, nie pokrywających się z przebiegiem linii kolei sieci krajowej i o korzystniej od nich umieszczonych stacjach. Pierwsza podziemna linia metra, trakcji parowej, powstała w 1863 r., trakcji elektrycznej – w 1890, obie w Londynie. Amerykanie początkowo rozwijali sieć metra nadziemnego, tzw. „els”, pierwsza linia powstała w l. 70. XIX w. w Nowym Jorku – trakcja linowa, potem parowa; trakcję elektryczną zastosowano po raz pierwszy na „el” w 1893 w Liverpoolu (Anglia), a w 1895 w Chicago.

## Innowacje techniczne

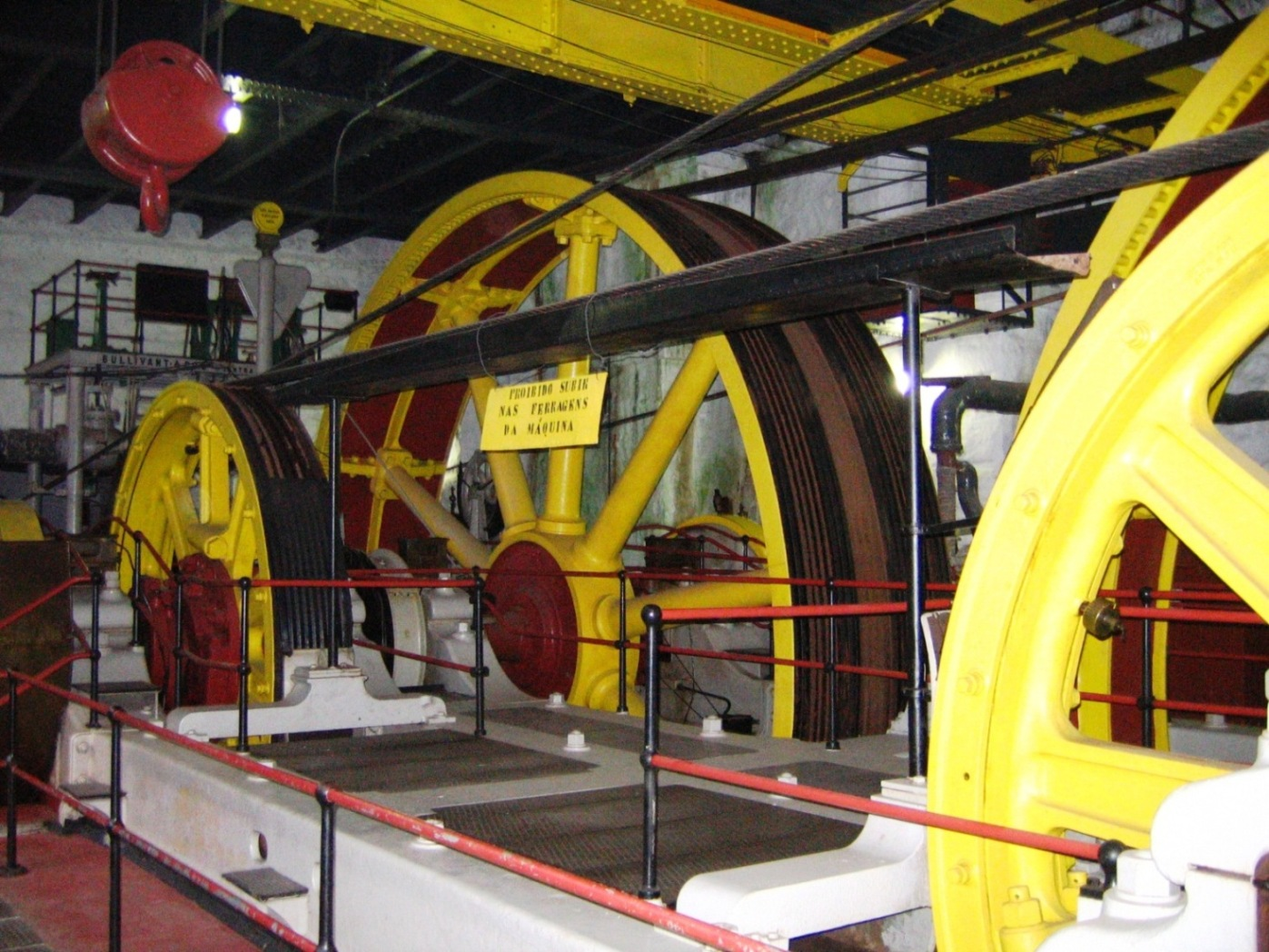
Paranapiacaba; maszynownia do wciągania pociągów metodą funikularu na São Paulo Rly.

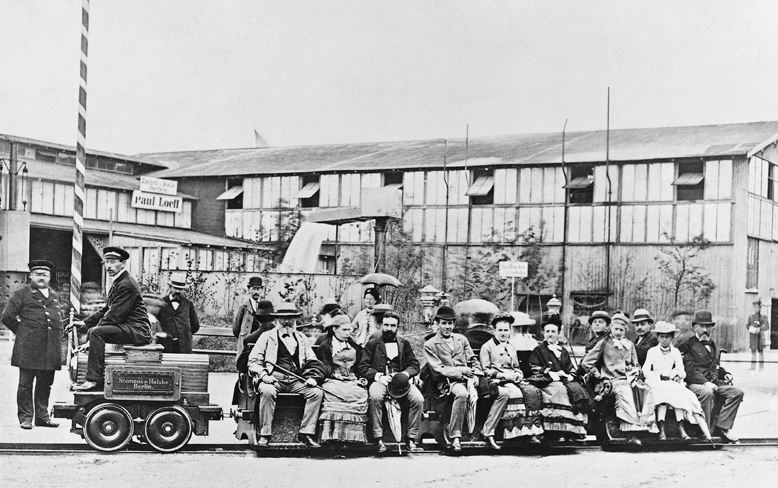
Pierwsza na świecie kolej elektryczna, konstrukcji W. von Siemensa na Berlińskiej Wystawie Przemysłowej w 1879 r.

### Trakcja
Powiększający się ciężar coraz silniejszych i coraz dłuższych parowozów doprowadził do powstania w 1909 r. konstrukcji członowych, takich jak maszyny typu „Beyer-Garratt”, które rozpowszechniły się od Tasmanii po wiele innych krajów, zwłaszcza pozaeuropejskich, szczególnie eksploatujących sieci wąskotorowe.
Od zarania kolejnictwa stosowano też napęd linowy, początkowo głównie do wciągania pociągów po spadkach, na fragmentach tras, które trudno byłoby pokonać ówczesnym parowozom. Napęd linowy stosowano też niekiedy w obrębie miast albo w tunelach dla uniknięcia zadymiania. Stopniowo utrwaliły się dwie główne formy trakcji linowej: funikular i kolej z liną w ruchu ciągłym. Tę ostatnią technologię wykorzystano – z braku lepszej alternatywy – w podziemnym metrze (Glasgow Subway, 1896–1935) oraz na tramwajach (San Francisco, 1873; potem wiele innych systemów). Po upowszechnieniu się trakcji elektrycznej napęd linowy znowu stosowany jest do pokonywania stromych spadków.
Prace Ernsta Wernera von Siemensa oraz inżynierów amerykańskich (m.in. T. Edisona) doprowadziły do wprowadzenia napędu elektrycznego. Na kolejach „ciężkich” pobór prądu realizowano początkowo raczej przy pomocy trzeciej szyny zasilającej (1890, Londyn). Zasilanie górne udoskonalono na sieciach tramwajowych (F. Sprague, Richmond 1888). Po wynalezieniu pantografu i wprowadzeniu liny nośnej od pierwszej dekady XX w. stosuje się je także na kolejach głównych. Trakcja elektryczna stosowana była początkowo, oprócz tramwajów i SKM, przede wszystkim na trudnych odcinkach górskich, gdzie dodatkowo jej efekty ekonomiczne polepszało lokalne wykorzystanie energii wodnej dla generowania prądu. W pierwszej poł. wieku dominowało zasilanie prądem stałym, ale udoskonalenie zasilania prądem przemiennym spowodowało większą popularność tej drugiej metody na liniach i sieciach elektryfikowanych później (w tym linii wysokich prędkości). Tym niemniej wiele kolei sieci krajowej przyjęło wcześniej zasilanie prądem stałym, mniej ekonomiczne na dłuższych dystansach.
Pierwsze elektryfikacje linii dalekobieżnych przypadają na drugą dekadę XX w. (kolej KPEV, Niemcy), w okresie międzywojennym powstały już duże systemy elektryczne w Niemczech, Austrii (gł. koleje alpejskie), Szwajcarii, Holandii, Szwecji, USA (kolej PRR, Milwaukee RR). Główny wysiłek elektryfikacyjny miał miejsce w okresie powojennym. Odejście od trakcji elektrycznej (na rzecz udoskonalanej spalinowej) wystąpiło w drugiej poł. wieku na sieciach o stosunkowo małej gęstości ruchu na długich dystansach (USA, Brazylia).
Pierwsza lokomotywa napędzana silnikiem Diesla funkcjonowała już w 1912 r. (kolej Winterthur – Romanshorn, Szwajcaria), pierwsza eksperymentalna lokomotywa spalinowo-elektryczna pojawiła się w 1914 (General Electrics, pomysłu H. Lempa). Lokomotywy spalinowe w ruchu manewrowym upowszechniły się w l. 20., wówczas też zaczęto je stosować na „specjalnych” trasach. W USA do ruchu normalnego weszły pod koniec lat 30. W Europie trakcja spalinowa rozpoczynała od wagonów i jednostek na liniach lokalnych. W l. 30. zaczęto też eksploatację szybkich pociągów motorowych (Niemcy, Francja, Polska, Dania).
W ostatnich dekadach ważną formą modernizacji trakcji elektrycznej stało się użycie silnika liniowego. Miało ono miejsce na kolejach miejskich. Pierwszą, krótką linię tego typu otwarto w 1985 r. pod Toronto (Scarborough Rapid Transit). Na większą skalę technologia ta przyjmuje się w podziemnym metrze, daje ona bowiem duże oszczędności przy budowie tuneli (nawet 15% kosztów tunelu kolei o napędzie klasycznym). Pionierską rolę odegrały miasta japońskie – pierwszą linię oddano do użytku w 1990 r. w Osace.

### Prędkości
W okresie międzywojennym maksymalna prędkość pociągów parowych na głównych liniach Francji, Niemiec i Belgii nie przekraczała 120 km/h, w innych krajach europejskich – zwykle 100 km/h. Szybciej jeżdżono tylko w Wielkiej Brytanii: nawet 144 km/h (90 mil/h). Wyższe prędkości dopuszczano dla lekkich jednostek spalinowych: w Niemczech 160 km/h (od 1933), we Francji 150 km/h (od 1937).
Rozkładowe prędkości rzędu 210 km/h osiągnięto w Japonii w 1964 r. na specjalnie zbudowanej linii „wysokich prędkości” Tōkkaidō Shinkansen oraz po raz pierwszy w Europie w 1967 r. we Francji uruchomiono pociąg Le Capitole, jeżdżący z prędkością 200 km/h między Paryżem i Tuluzą. Był to zwykły elektrowóz z klasycznymi wagonami pasażerskimi. Otwarta w 1981 francuska linia LGV Sud-Est dla pociągów TGV pozwoliła na jazdę z prędkością rozkładową równą 260 km/h (linia zaprojektowana została dla prędkości maksymalnej 300 km/h); liczne linie europejskie powstałe na przełomie wieków dopuszczają prędkość 350 km/h. Linia Berlin – Hamburg, której modernizację do prędkości 250 km/h ukończono w 2005 r., jest obecnie najszybszą linią „klasyczną”. Maksymalne prędkości handlowe (średnie między rozkładowymi postojami) najszybszych pociągów świata nieco przekraczają 260 km/h. Najszybsza linia kolejowa Europy to francuska Ligne à Grande Vitesse Méditerranée (320 km/h w ruchu planowym), która została otwarta w 2001 r.

### Tabor

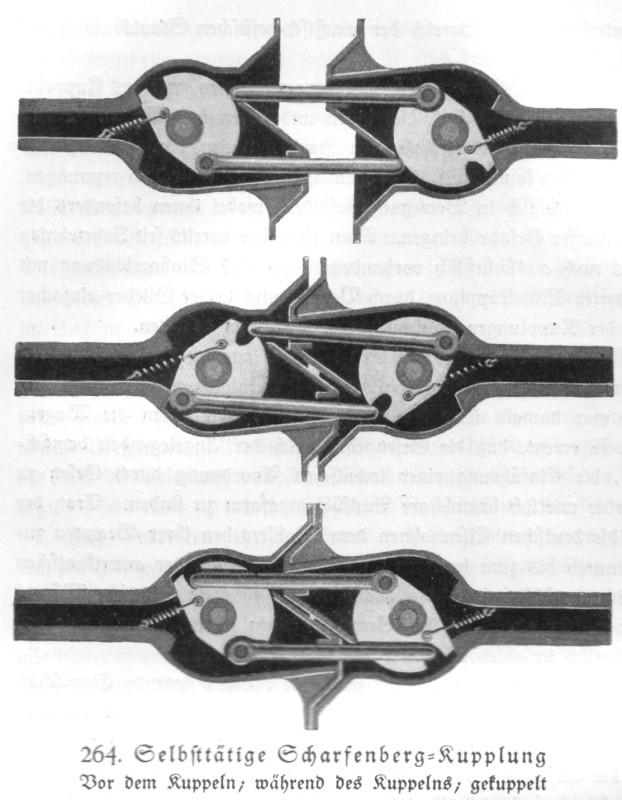
Sprzęg automatyczny Scharfenberga z 1904 r.

W 1872 r. George Westinghouse opatentował metodę hamowania pneumatycznego (z użyciem sprężonego powietrza), dzięki której uruchamiano hamulce wagonów z lokomotywy (wszystkie wagony musiały być odtąd zaopatrzone w hamulce). Oznaczało to radykalne zwiększenie poziomu bezpieczeństwa i możliwość formowania długich pociągów. Alternatywą była metoda hamowania próżniowego, rozpowszechniona przede wszystkim na kolejach brytyjskich.
Najstarsze sprzęgi były ręczne; są do dzisiaj szeroko stosowane. Spośród różnego typu sprzęgów automatycznych (stosowanych głównie, choć nie tylko, na kolejach miejskich), najpopularniejsze są sprzęgi opatentowane przez Karla Scharfenberga w 1904 r.
Pierwotne wagony miały drewnianą konstrukcję pudła i były dwuosiowe (wyjątkowo trójosiowe). Konstrukcje czteroosiowe, oparte na „wózkach”, najwcześniej, bo już w pierwszej poł. XIX w., upowszechniły się w Ameryce. Na przełomie wieków pojawiają się wagony konstrukcji stalowej. Ich upowszechnieniu towarzyszyła ewolucja lokomotyw w kierunku coraz większej mocy i masy. Wzrost masy wagonów osobowych został powstrzymany w połowie XX w. wraz ze wprowadzeniem konstrukcji aluminiowych, a potem konstrukcji ze stopów lekkich. Indywidualnym rozwiązaniem stały się wagony o obniżonym środku ciężkości, których pierwszy skład (Talgo I) zbudowano w 1942 r.
Wynalazek sterowania ukrotnionego (Frank Sprague, 1897) pozwolił na rozwój zespołów trakcyjnych. Rozwój ten następował początkowo na kolejach miejskich i dojazdowych. Z czasem zespoły trakcyjne przejęły znaczącą część ruchu pasażerskiego również na sieciach krajowych, eliminując klasyczne pociągi ciągnięte przez lokomotywy. Ułatwienie manewrowania na stacjach przyniosło też na niektórych kolejach wprowadzenie wagonów sterowniczych, dokonane na dużą skalę w czwartej ćwierci XX w.
Pociągi z wychylnym nadwoziem w trybie pasywnym pojawiły się w Kanadzie na linii kolei CP w 1969 r. (pociąg United Aircraft Turbo), a potem w Japonii (Kokutetsu) w 1973 r. Próby z nadwoziem wychylnym w trybie aktywnym rozpoczęła kolej BR w 1972, ale pociągi tego rodzaju weszły najwcześniej do eksploatacji we Włoszech (w 1975 prototyp, a w 1987 wprowadzono je tam do normalnego ruchu – ETR 450 Pendolino; kolej Ferrovie dello Stato).

### Zabezpieczenie ruchu

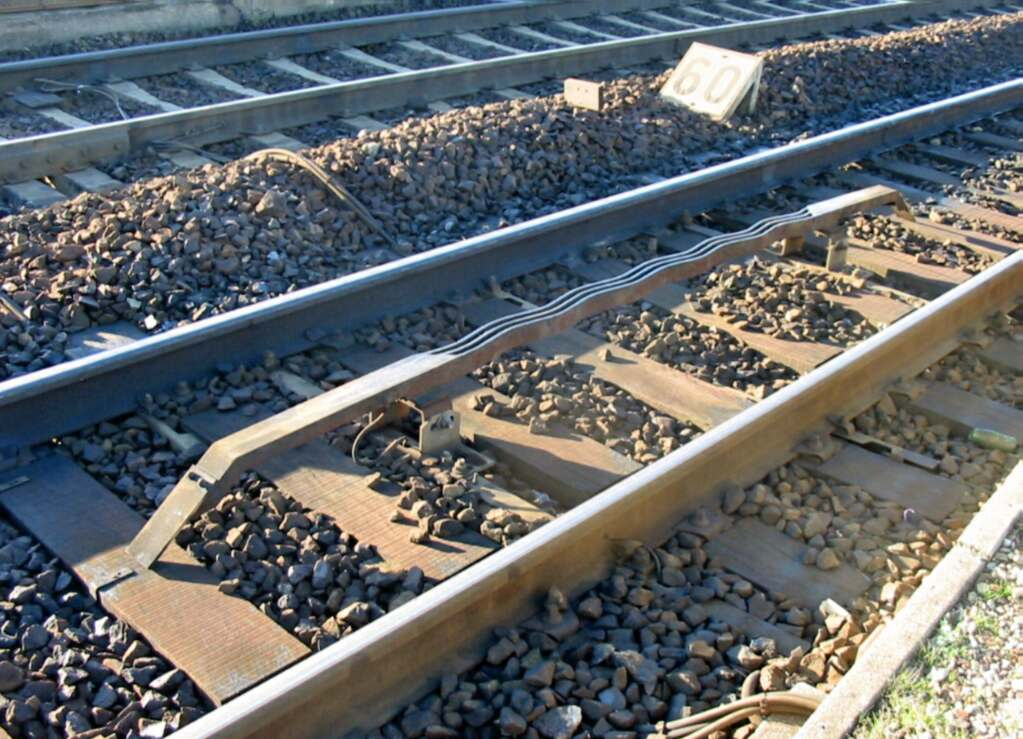
Francuski „krokodyl” – jedno z najstarszych urządzeń służących do transmisji sygnalizacji szlakowej do kabiny maszynisty.

Najprostszą formą zabezpieczenia ruchu są tzw. „jazda na rozkład” oraz „jazda na buławę”. Wprowadzenie telegrafu (koniec lat 30. XIX wieku) umożliwiło modyfikację ruchu pociągów poprzez odejście od tych niedoskonałych systemów, niebezpiecznych przy większych prędkościach albo ograniczających przepustowość linii. W latach 50. i 60. XIX w. rozpowszechnił się system „blokady liniowej”. W 1860 r. udoskonalono w Anglii system ustawień nastawczych („interlocking”), umożliwiający ustawianie toru przebiegu pociągu przez węzeł w sposób eliminujący sprzeczności w ustawieniu zwrotnic i semaforów (patent 1856, J. Saxby). W Europie i Ameryce wynalazki te przyjmowały się z pewnym opóźnieniem. W Niemczech pierwsza nastawnia zaczęła funkcjonować dopiero w 1868 r. Sterowana elektrycznie samoczynna blokada liniowa wprowadzona została w Niemczech w 1871 i udoskonalona w 1881 r. (firma Siemens & Halske). Blokada liniowa i ustawienia nastawcze stały się obowiązującym standardem (np. w Brytanii od 1889).
We Francji już od 1872 zaczęło się wprowadzanie urządzeń automatyki bezpieczeństwa pociągów (ABP), które z czasem gwarantowały samoczynne zatrzymanie pociągu na wypadek przejechania sygnału „stój”. Systemy te upowszechniły się pod koniec XIX i w początkach XX w., jednak w różnym tempie na sieciach różnych zarządów kolejowych. Rozwój systemów ABP, niezbędny wraz ze wzrostem prędkości, a umożliwiony przez rozwój elektroniki, doprowadził na przełomie XX i XXI w. do ciągłej kontroli ruchu pociągu, w trybie której komputer pokładowy podaje maszyniście maksymalną możliwą prędkość ruchu wynikającą z położenia innych pociągów oraz warunków technicznych trasy. Klasyczne semafory stają się niepotrzebne.

### Koleje niekonwencjonalne

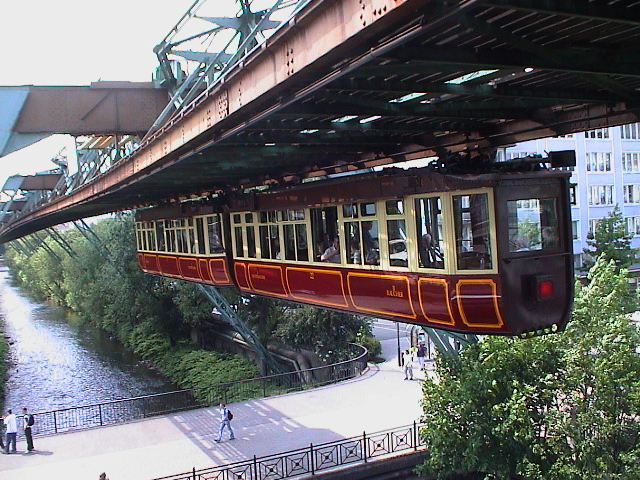
Zabytkowy „Kaiserwagen” na Schwebebahn w Wuppertalu

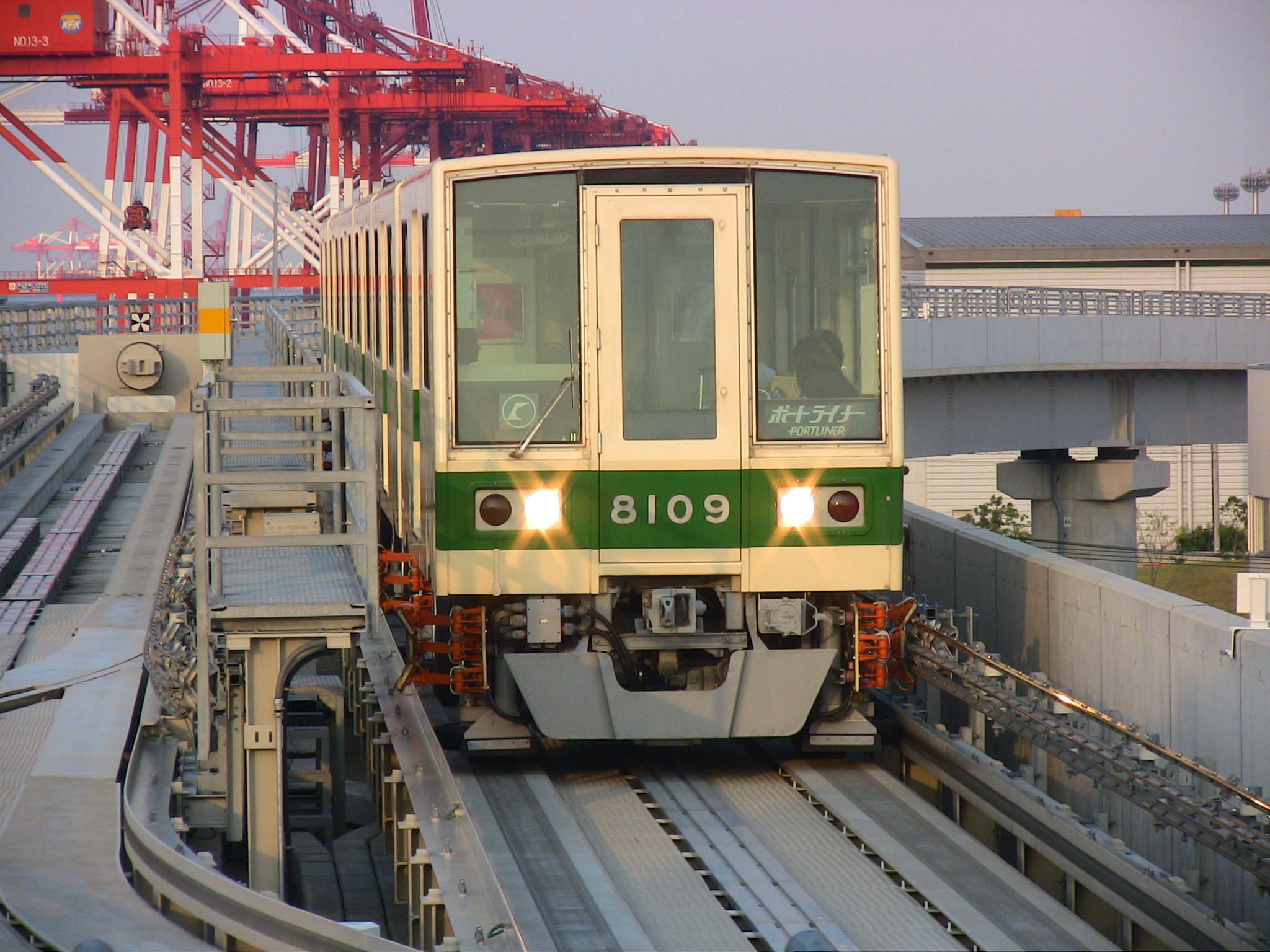
Ogumiona kolejka automatyczna Portliner w Kobe

Już w XIX w. pojawiły się pomysły na kolej jednoszynową. Dość ekscentrycznym rozwiązaniem były koleje siodłowe opracowane przez Charlesa Lartigue’a (najbardziej znana to Listowel and Ballybunion Rly. w Irlandii, funkcjonująca w latach 1888–1924). Poszukiwania tańszej od podziemnego metra bezkolizyjnej kolei miejskiej doprowadziły do opracowania przez Eugena Langena technologii kolei podwieszonej. W 1901 r. między Barmen i Elberfeld otwarto Schwebebahn, zbudowaną według jego pomysłu (obecnie Wuppertal; kolej funkcjonuje do dzisiaj).
Druga połowa XX w., kiedy wydawało się, że tradycyjna kolej staje się anachronizmem, przyniosła falę poszukiwań nowych rozwiązań. Poszukiwania szły również w kierunku kolei jednoszynowych (koleje typów Alweg i Safege); w latach 50. i 60. jednoszynowa kolej była swego rodzaju „ikoną przyszłości”. Powstawały liczne linie, zwłaszcza jako koleje rozrywkowe, w parkach i na terenach wystawowych; większość z nich się nie zachowała. Najstarsza z nich zachowana, to kolej siodłowa w Disneylandzie w Anaheim (1959), w 1964 otwarto natomiast kolej do lotniska Haneda w Tokio – stała się ona z czasem w pełni wydajną linią SKM. Rzadziej budowano koleje podwieszone – do dzisiaj zachowała się krótka linia w parku Ueno w Tokio, a w normalnym ruchu jako najstarsza kolej tego typu poza Wuppertalem, funkcjonuje Shōnan Monorail w Fujisawa (1970). Na przełomie XX i XXI w. zbudowano kilka jednoszynowych SKM w innych miastach Azji (m.in. w Kuala Lumpur, Naha, Chibie, Kamakurze, Czunkinie), a kilka dalszych znajduje się w budowie (Teheran, Dżakarta).
Uznano też, że koleje miejskie uzyskają lepsze parametry techniczne, jeśli zastosuje się koła ogumione (1956 – pierwsza linia „ciężkiego” metra w Paryżu, prowadnice boczne; 1971 – „ciężkie” metro w Sapporo, prowadnica środkowa). Później technologię tę stosowano także na małych kolejach automatycznych (pierwsze w 1981 – Portliner w Kobe i New Tram w Osace).
Badania nad koleją magnetyczną (maglev) pozwoliły opracować technologię, ale jej wdrożenie następuje bardzo wolno. Niemiecki system Transrapid znalazł realizację w 2004 w Szanghaju (Transrapid Szanghaj). Druga kolej maglev w normalnym ruchu znajduje się na przedmieściach Nagoi (Linimo, otwarta 2005). Propozycje użycia „maglevu” w obsłudze ruchu dalekobieżnego, wysuwane w Niemczech i Japonii, nie zostały dotąd zrealizowane.

## Obsługa pasażerów

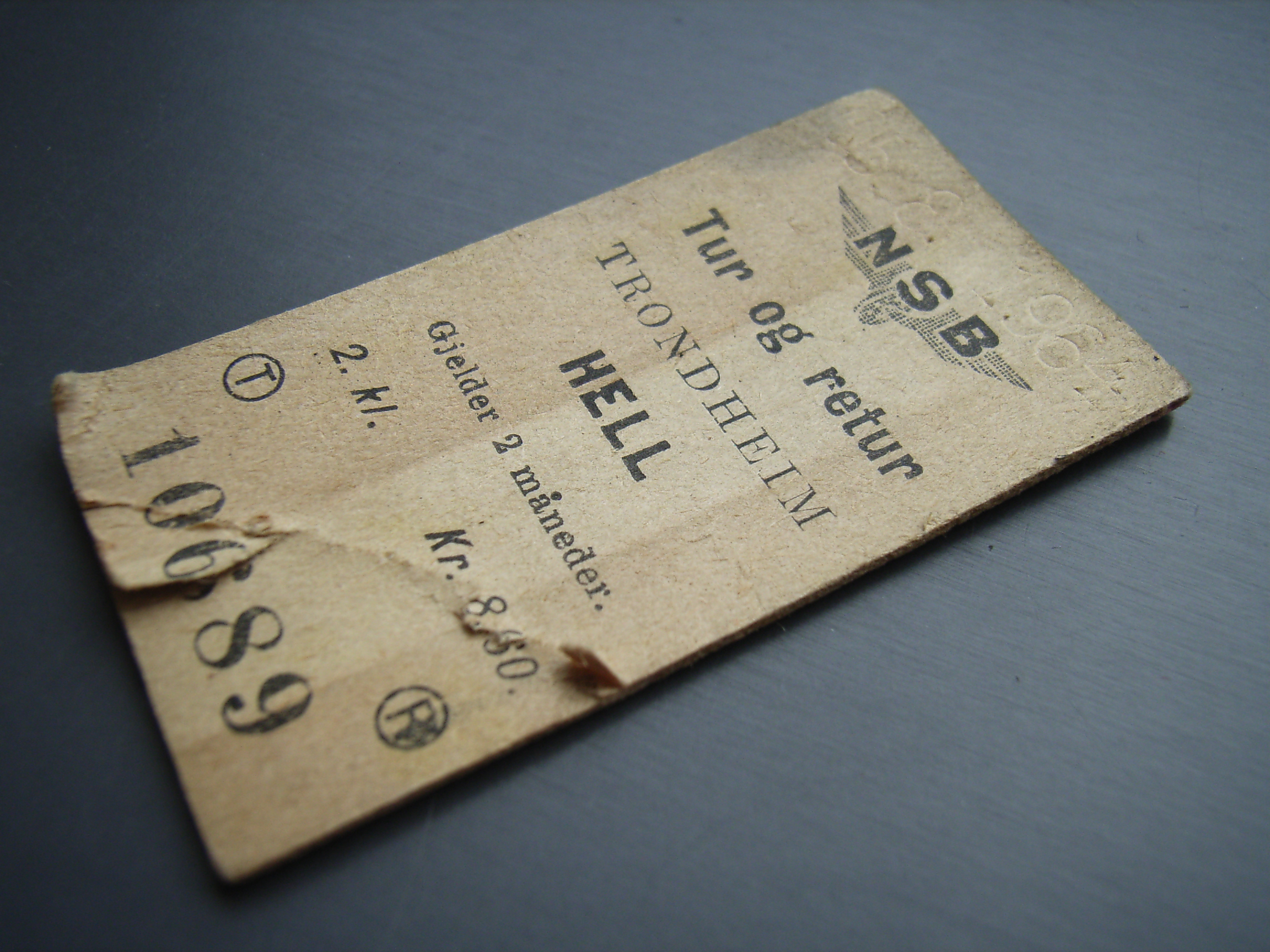
Kartonikowy „bilet Edmondsona” kolei norweskich

Pierwotnie, co jakiś czas pociągi urządzały dłuższy postój, by pasażerowie mogli się posilić w licencjonowanych bufetach dworcowych. Wprowadzenie wagonów restauracyjnych (pierwsze w USA w l. 60. XIX w., w Brytanii od 1878 r.) stopniowo położyło kres tej praktyce.
W latach 40. XIX w. wprowadzono numerowane bilety kartonikowe, przechowywane w kasach biletowych w zamkniętych kasetach. Umożliwiało to księgowanie sprzedaży, dając znaczne przyśpieszenie obsługi. Bilet kartonikowy, zwykle już niedrukowany zawczasu, ale ad hoc na żądanie, przetrwał do końca lat 80. XX w., wyparty przez technologie komputerowe.

## Rola kolei

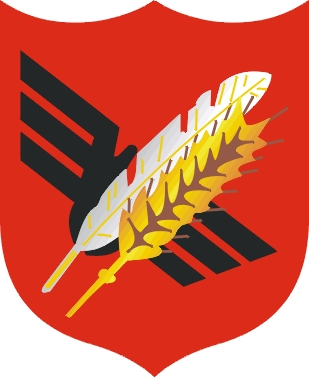
Koluszki, miastotwórcza rola kolei uwidoczniona została w herbie miasta

Z ekonomicznego punktu widzenia budowa sieci kolejowych przyniosła koniec izolacji systemów gospodarczych poszczególnych regionów, które zostały włączone w jeden system państwowy. Stało się to możliwe dzięki znacznemu zmniejszeniu kosztów transportu, w Wielkiej Brytanii w 1860 r. przewóz węgla koleją kosztował 1/20 tego, co należałoby zapłacić, gdyby transportować go drogami. Dzięki kolei odległości dzielące obszary produkcji od obszarów konsumpcji straciły znaczenie. W czwartej ćwierci XIX w. kolej, odgrywająca dotąd główną rolę w zakresie przewozów pasażerskich, stała się głównym przewoźnikiem towarów. Można argumentować, że kolej miała zasadniczy udział w likwidacji klęski głodu, która towarzyszyła ludzkości od zarania dziejów.
Przyśpieszonej i zwielokrotnionej wymianie towarów towarzyszyła podobna rewolucja w zakresie wymiany informacji. Sprzyjał jej wynalazek telegrafu, którego kolej była początkowo głównym użytkownikiem i budowniczym. Rewolucja informacyjna miała wiele postaci, zacząwszy od wprowadzenia ujednoliconego czasu na obszarze całego kraju i kontynentu, przez zwielokrotnienie wymiany pocztowej, produkcji periodyków i książek, a skończywszy na zwielokrotnieniu się osobistych doświadczeń innych miejsc i kultur, możliwych dzięki ułatwieniu podróżowania i narodzeniu się coraz bardziej masowej turystyki. Kolej pośrednio i bezpośrednio przyczyniła się także do pewnej uniformizacji form wytwórczości, także artystycznej. Szczególnie widać to w likwidacji enklaw stylów regionalnych w architekturze, które straciły swoją naturalną logikę, wynikającą z dostępności określonych materiałów lub regionalnej dominacji określonych sposobów budowania. Ich miejsce zajęły mody (lub trendy) promieniujące z głównych centrów kulturalnych krajów.
Koleje same stworzyły wielką dziedzinę gospodarki, nie tylko wyrażającą się dużą liczbą zatrudnionych bezpośrednio na kolei, ale również licznymi przedsiębiorstwami funkcjonującymi dzięki kolei, wielkim zapotrzebowaniem na niektóre surowce i wyrabiane z nich produkty. Niewykluczone, że w XIX w. koleje były głównym motorem postępu technicznego w niektórych gałęziach przemysłu ciężkiego.
Chociaż lokalizacja dużych miast determinowała ukształtowanie sieci kolejowej kraju, interesy mniejszych ośrodków nie miały już decydującego znaczenia w kalkulacji najbardziej efektywnego przebiegu linii magistralnych. Budowa sieci kolejowej mogła więc trwale wpłynąć na ich pozycję ekonomiczną. Kolej była istotnym czynnikiem zmiany rangi poszczególnych elementów historycznej sieci osadniczej, nobilitując i dając szanse rozwojowe jednym, a spychając na margines rozwoju inne miasta historyczne. Kolej „stworzyła” też wiele nowych miejscowości, których znaczenie wzięło się od ulokowania węzła albo elementów zaplecza technicznego (parowozownie, warsztaty naprawcze, wytwórnie taboru).

## Rozwój kolei w poszczególnych państwach

### Wyspy Brytyjskie
- 1803 – kolej konna Surrey Iron Rly. pod Londynem – pierwsza kolej użytku publicznego na świecie (dla przewozu towarów);
- 1804 – Richard Trevithick wypróbowuje swoją lokomotywę na kolei przemysłowej Penn-y-darran kopalń w Merthyr Tydfil (Walia); próby zakończone niepowodzeniem ze względu na słabą wytrzymałość szyn żeliwnych – pierwszy parowóz;
- 1812 – przebudowa towarowej Middleton Colliery Rly. na tor z parą szyn zębatych pomysłu Johna Blenkinsopa, uruchomienie parowozów Matthew Murraya – pierwsze wykorzystanie parowozów w normalnym ruchu;
- 29 września 1825 – otwarcie pierwszej kolei adhezyjnej Stockton & Darlington Rly., eksploatowanej z intensywnym użyciem parowozów (George Stephenson);
- 15 września 1830 – otwarcie pierwszej parowej kolei publicznej ruchu osobowo-towarowego: Liverpool & Manchester Rly. (George Stephenson);
- 1837 – ukończenie Grand Junction Rly. między Birmingham i Warrington (połączenie z Liverpoolem i Manchesterem); pierwsza linia dalekobieżna.

### Stany Zjednoczone
- 1829 – pierwsza (zakończona niepowodzeniem) próba używania parowozu na kolei: Carbondale & Honesdale Rly. w Pensylwanii;
- 1830 – otwarcie pierwszej kolei użytku publicznego: 21-kilometrowy odcinek Baltimore & Ohio RR między Baltimore i Ellicott’s Mills z trakcją konną;
- 15 stycznia 1831 – otwarcie pierwszego odcinka pod Charleston linii z trakcją parową w regularnym użyciu: South Carolina Canal & RR Co.
- 1969 – otwarcie pierwszej kolei wysokich prędkości w Stanach Zjednoczonych (125 mil/h = 201 km/h), elektryczny zespół trakcyjny „Metroliner” połączył Nowy Jork z Waszyngtonem[16]

### Francja
- 1827 – kolej konna Saint-Étienne – Andrézieux (Lyonnais);
- 1834 – wprowadzenie parowozów na kolei konnej St. Etienne – Lyon;
- 24 sierpnia 1837 – otwarcie parowej Chemin de fer de Paris à Saint-Germain.
- 1965 – podwyższenie prędkości na kolei francuskiej do 160 km/h (pociąg Mistral z Paryża do Nicei, jako pierwszy wyposażony w klimatyzowane wagony już od 1956)[17][18].

### Belgia
- 5 maja 1835 – pierwsza kolej wyłącznie trakcji parowej w Europie: linia Bruksela – Mechelen (fr. Malines); także pierwsza kolej dalekobieżna w Europie.

### Kraje niemieckie (bez Austrii)
- 1802 – kolej konna Huta „Królewska” – kopalnia „Król” (Królewska Huta, zob. Chorzów)
- 1816 – pierwszy parowóz (systemu Blenkinsopa) zbudowany w Berliner Eisengiesserei dla Huty „Królewskiej”
- 1831 – kolej konna Prinz-Wilhelm-Eisenbahn(inne języki) Essen – Vohwinkel(inne języki) (Nadrenia pruska);
- 7 grudnia 1835 – Ludwigs-Eisenbahn(inne języki) Norymberga – Fürth: pierwszy parowóz normalnotorowy w krajach niemieckich;
- 1837 – pierwszy odcinek Leipzig-Dresdner Eisenbahn(inne języki), ukończona 1839 – pierwsza linia dalekobieżna w Niemczech (Saksonia)

### Kanada

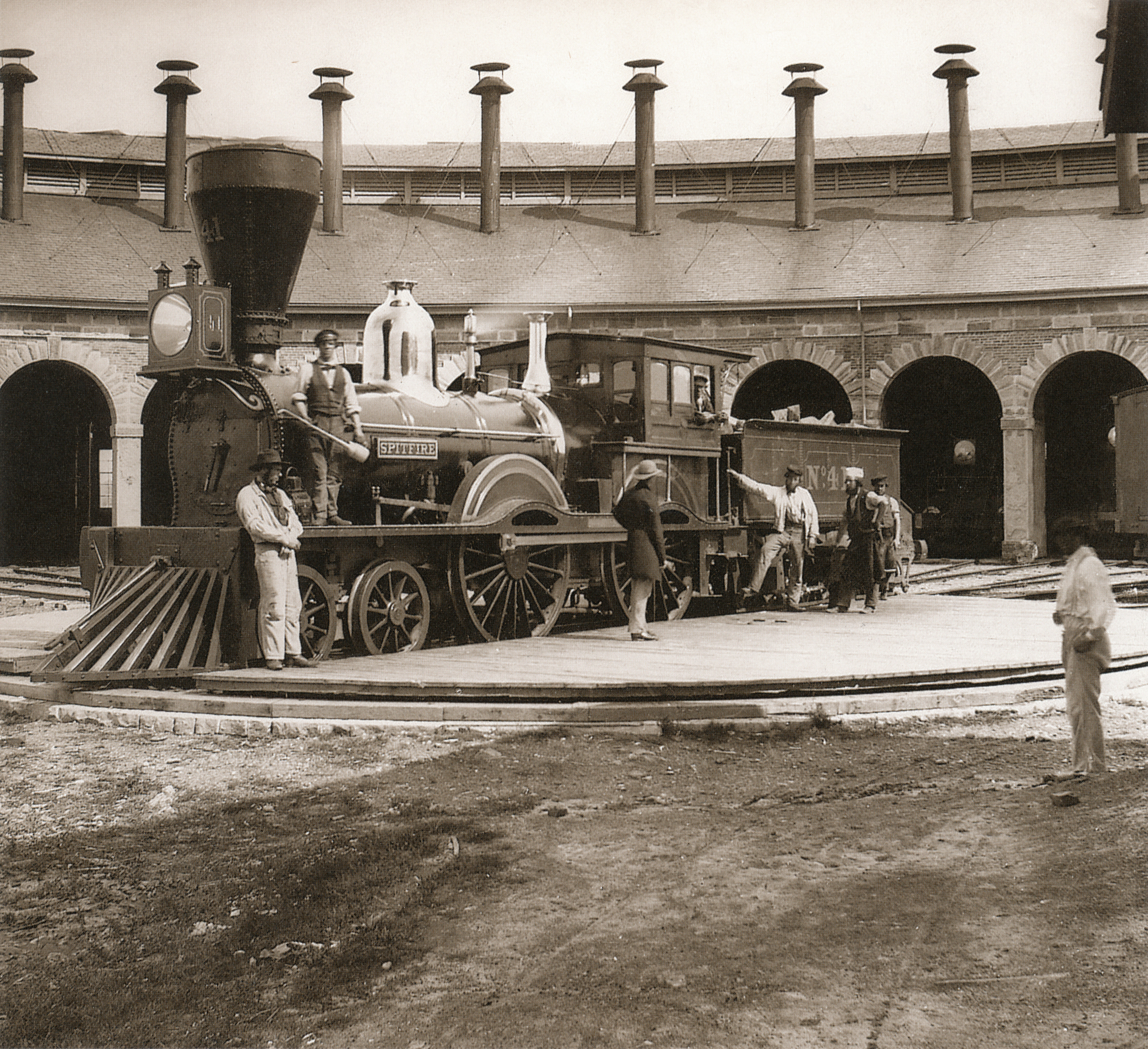
Parowóz kolei GWoC, tor 1676 mm

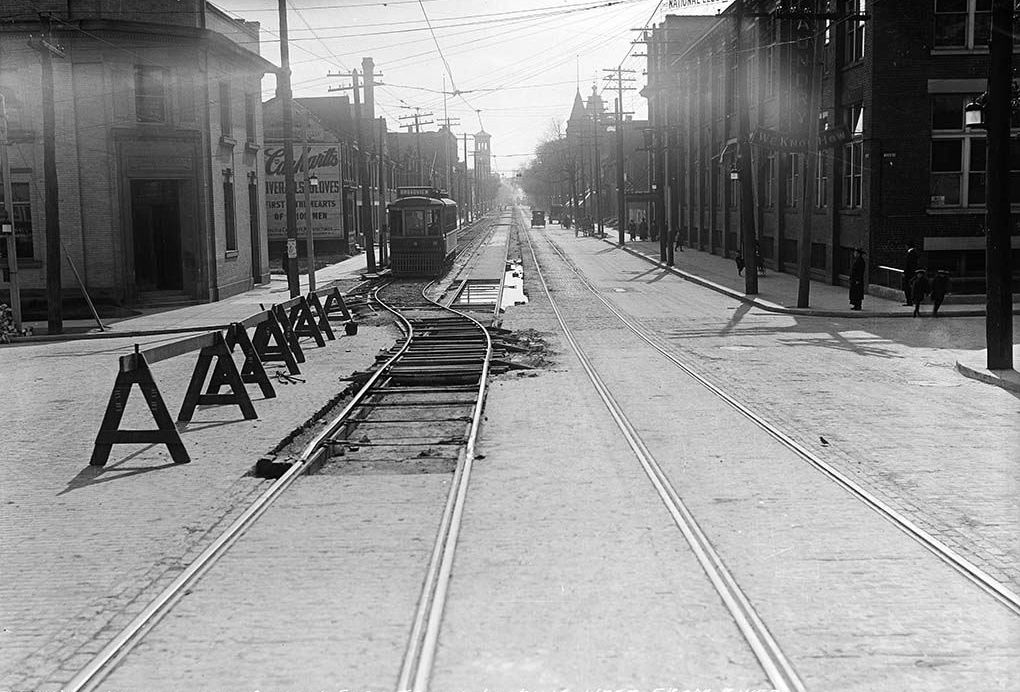
Toronto: wymiana toru tramwajowego w 1917 r. Jak widać, już wtedy stosowano nakładki na zjazdach na tor tymczasowy

- 21 lipca 1836 – Chaplain & St Lawrence Rly. linia Laprairie – St John (Montreal), pierwsza linia z trakcją parową w Kanadzie (lokomotywa George Stephensona);
- 1867 – pierwszy znany przypadek wagonu restauracyjnego w Ameryce Północnej (kolej Great Western Rly. of Canada);
- ok. 1870 – konwersja linii z dominującego toru rozstawu „kolonialnego” 1676 mm na tor normalny;
- 1875 – ukończenie kolei Intercolonial Rly., łączącej wschodnie prowincje Kanady z centrum kraju; później w składzie Canadian Government Rlys.;
- 1885 – ukończenie pierwszej kolei transkontynentalnej: Canadian Pacific Rly. (CPR; powstała w 1881) łączy dwie części swojej linii w Cragellachie (Kolumbia Brytyjska); CP jest jedną z dwóch wielkich sieci kolejowych Kanady, istniejącą do dzisiaj;
- 1918
  - powstanie Canadian National Railway z połączenia Canadian Northern Rly. (CNoR) i Canadian Government Rlys.; 1920 włączenie zbankrutowanej Grand Trunk Pacific Rly.; największa kolej państwowa w Ameryce Północnej; reprywatyzowana w latach 90. XX wieku;
  - otwarcie Mount Royal Tunnel w Montrealu; budowa rozpoczęta przez kolej CNoR dla uzyskania podejścia do śródmieścia (dworzec Centrale); elektryfikacja = 3000V do Saint-Eustache-sur-le-Lac (późn. Deux-Montaignes); przejęty przez CNR;
- 1925 – pierwsze spalinowozy na Canadian National między Vancouver i Montrealem;
- 1954 – pierwszy odcinek metra w Toronto;
- 1966 – pierwszy odcinek metra w Montrealu; technologia ogumiona systemu francuskiego;
- 1978
  - przejęcie pasażerskiej obsługi międzymiastowej przez kolej państwową VIA Rail; liczba połączeń i poziom inwestycji pozostają odtąd zależne od skrajnie rozbieżnych trendów w polityce kolejnych rządów;
  - otwarcie linii tramwaju szybkiego w Edmonton (pierwszy w Ameryce Północnej), linia z tunelem śródmiejskim; 1981 w Calgary – linia ze śródmiejskim torowiskiem ulicznym („transit mall”); poza tym sieć klasycznych tramwajów przetrwała w Toronto;
- 1985 – pierwsze koleje z silnikiem liniowym: Scarborough Rapid Transit na przedmieściach Toronto;
- 1986 – pierwszy odcinek SkyTrain w Vancouver;
- 1988 – otwarcie Mount Macdonald Tunnel pod górami Selkirk, który zastąpił stary Connaught Tunnel; dług. 14,7 km (najdłuższy w Ameryce); kolej CP.

### Rosja (do 1918 r. z Królestwem Polskim i W. Ks. Finlandii)
- 1806-09 – kopalniana kolej konna w Ałtaju, dług. 2 km, tor o rozstawie 1067 mm (P. K. Krołow);
- 1836 – Царскосельская железная дорога: kolej konna Sankt Petersburg – Pawłowsk (F. Gerstner), od 1837 – trakcja parowa w normalnym ruchu, z lokomotywami Roberta Stephensona i Timothy Hackwortha; rozstaw szyn 6 stóp ang., potem zwężony do 5 stóp („tor rosyjski”).

### Ameryka Łacińska
- 1837 – otwarcie kolei Hawana – Güines na Kubie (kolonia hiszpańska);
- 3 listopada 1848 – pierwsza kolej w Ameryce Płd.: otwarcie linii pod Georgetown w Gujanie Brytyjskiej; Demerara-Berbice Rly.;
- 16 września 1850 – pierwsza kolej w Meksyku: 11-kilometrowa linia Veracruz – Molino;
- 1851
  - pierwsza kolej w Peru: otwarcie kolei Lima – Callao;
  - 25 grudnia – pierwsza kolej w Chile: otwarcie linii Copiapó – Caldera, FC de Copiapó;
- 30 kwietnia 1854 – pierwsza kolej w Brazylii: (Rio de Janeiro) między Barao de Maua a podnóżem Petrópolis Serra.

### Kraje habsburskie (Austria po 1918 r.)
- 1827 – odcinek Czeskie Budziejowice (Budweis) – Trojanov kolei konnej Budziejowice – Linz (ukończona 1835); pierwsza kolej żelazna publicznego użytku na kontynencie europejskim;
- 6 stycznia 1838 – pierwsza kolej parowa – ukończenie odcinka Floridsdorf pod Wiedniem – Deutsch-Wagram.

### Szwajcaria
- 15 czerwca 1844 – pierwsza kolej parowa w kraju: linia Bazylea – St. Louis (Alzacja; CF de Strasbourg à Bâle);
- 4 kwietnia 1847 – Schweizerische Nordbahn(inne języki): otwarcie pierwszego odcinka Zurych – Baden.
- 1905 – pierwszy szwajcarski elektrowóz MFO Lokomotive Nr. 1 (60 km/h)
- 1991 – podwyższenie prędkości na kolei szwajcarskiej do 200 km/h przez nowy elektrowóz Re 460[19]

### Skandynawia
- 1844 – pierwsza kolej w monarchii duńskiej powstała w Holsztynie na odcinku Altona – Kilonia: Christian VIIIs Nordøstersøjerbane;
- 26 czerwca 1847 – pierwsza linia w Danii właściwej: Kopenhaga – Roskilde (Zelandia); Det sjællandske Jernbaneselskab;
- 5 maja 1849 – pierwsza kolej w Szwecji: wąskotorowa Fryckstads Järnväg;
- 1 września 1854 – pierwsza kolej w Norwegii – linia Christiania (późn. Oslo) – Eidsvoll, 67 km; Norsk Hoved-Jernbane;
- 5 marca 1856 – pierwsza kolej normalnotorowa w Szwecji: linia Nora – Ervalla (Nora Ervalla Järnväg);
- 1860 – pierwsza kolej w Finlandii: linia Helsinki – Hämeenlinna (tor 1524 mm, „rosyjski”).

### Holandia
- 20 września 1839 – pierwsza kolej parowa między Amsterdamem i Haarlemem

### Włochy
- 4 października 1839 – otwarcie kolei parowej Neapol – Portici (Królestwo Obojga Sycylii)
- 20 lipca 1939 – Pasażerski pociąg elektryczny ETR 200 osiągnął rekord prędkości 203 km/h na trasie z Pontenure do Piacenza[20].

### Kraje iberyjskie
- 1837 – otwarcie kolei Hawana – Güines na Kubie (kolonia hiszpańska)
- 28 października 1848 – (E) otwarcie pierwszej kolei parowej Barcelona – Mataró (Katalonia) na torze o rozstawie „iberyjskim” (wbrew radzie Roberta Stephensona); zmieniony później na 1668 mm;
- 28 października 1856 – (P) otwarcie pierwszej kolei w Portugalii: linia Lizbona – Carregado (37 km); rozstaw szyn 1664 mm, zmieniony potem na 1668 mm.

### Indie
- 1851 – Roorkee: pierwsze użycie parowozu na kolei służącej dowozowi materiałów do budowy mostu Solani na Gangesie;
- 16 kwietnia 1853 – otwarcie pierwszej kolei parowej: linia Mumbaj – Thana kolei Great Indian Peninsular Rly. (GIPR) (35 km); 1855 przedłużona do Vasind.

### Australia i Oceania
- 1854
  - otwarcie towarowo-pasażerskiej kolei konnej Port Elliot & Goolwa Rly. (Australia Południowa);
  - 12 września – otwarcie kolei parowej Melbourne & Hobson’s Bay Rly. Flinders Street – Port Melbourne (4 km) w Melbourne;
- 1 grudnia 1863 – pierwsza kolej parowa na Nowej Zelandii, między Christchurch i Ferrymead, tor „irlandzki”.

### Afryka
- 1854 – pierwsza kolej w Północnej Afryce: Egipt, otwarcie pierwszego odcinka kolei Aleksandria – Suez do Kafr-el-Zayat; 1856 przedłużona do Kairu; tor normalny;
- 1860
  - 26 czerwca – pierwsza kolej w Południowej Afryce (początkowo trakcji zwierzęcej): trzykilometrowa linia Durban – The Point (prowincja Natal); normalnotorowa, później przekuta na tor 1067 mm ze względu na mniejsze koszty budowy kolei w górskim terenie;
  - pierwsza kolej w Algierii: 50 km na SE od Algieru;
- luty 1862 – pierwsza kolej (parowa) w Kraju Przylądkowym: Kapsztad – Eersterivier; przedłużona do Wellington 1865 (72 km); Cape Town Railway and Dock Co.; lokomotywa f-my Hawthorns of Leith (Szkocja).

### Imperium Osmańskie (Turcja po 1922 r.)
- 30 września 1858 – otwarcie pierwszej linii Smyrna (Izmir) – Seydiköy (linia do Aydin; Oriental Rly. Co.; kapitał brytyjski).

### Kraje bałkańskie
- 1856 – powstanie krótkiej linii Oravica – Báziás (Banat węgierski), służącej do wywozu węgla z kopalń Steierdorf-Anina; pierwsza kolej na terenach obecnych Rumunii i Serbii;
- 1860 – pierwsza kolej w państwie rumuńskim: linia Konstanca – Cernavoda (kolej The Danube & Black Sea Rly. & Küstendije Harbour Co.);
- 7 listopada 1866 – pierwsza kolej na ziemi bułgarskiej: linia Ruse – Sirdet – Warna (kolej The Danube & Black Sea Rly. & Küstendije Harbour Co.);
- 1869
  - 27 lutego – otwarcie kolei parowej Ateny – Pireus (Σιδηρόδρομος Αθηνών Πειραιώς) – pierwsza kolej w Królestwie Grecji;
  - 19 października – otwarcie linii Bukareszt – Giurgiu (Varna Rly. Co.);
- 1873 – otwarcie „Kolei Rumelijskiej” Stambuł – Filipopol (Płowdiw) – Bełowo.

### Azja Południowo-Wschodnia

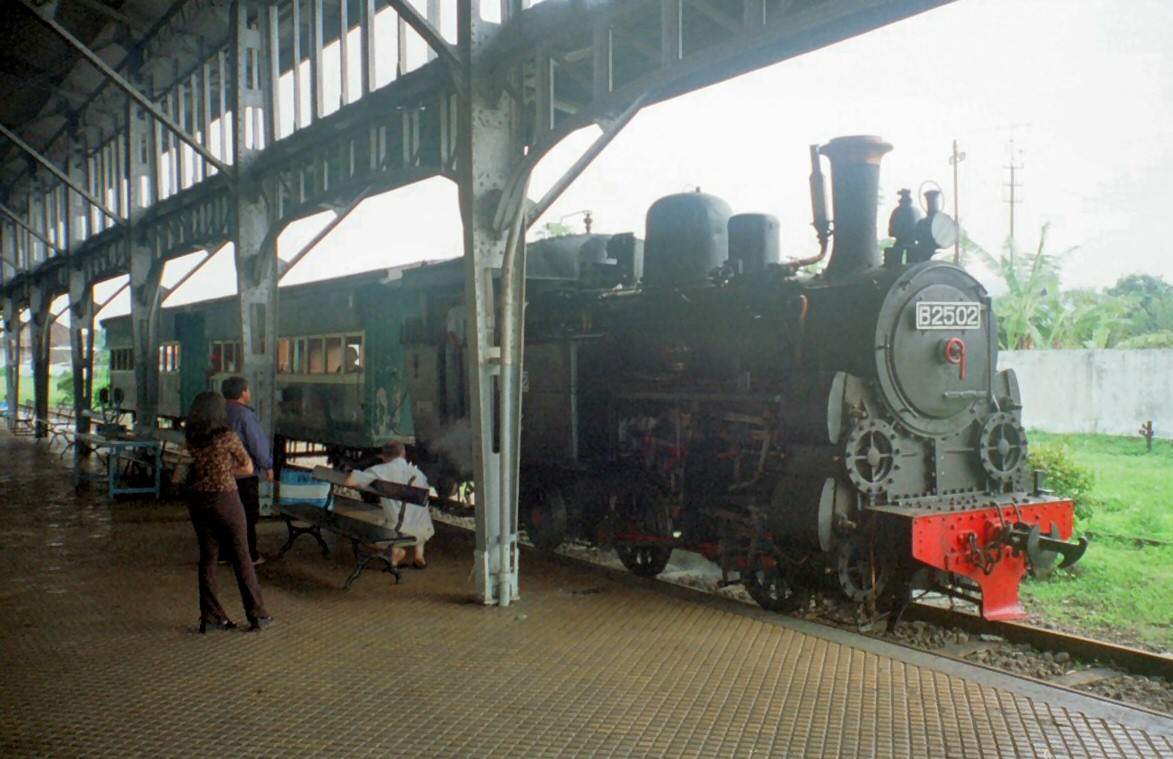
Jawa: zabytkowy pociąg muzeum kolei w Ambarawa

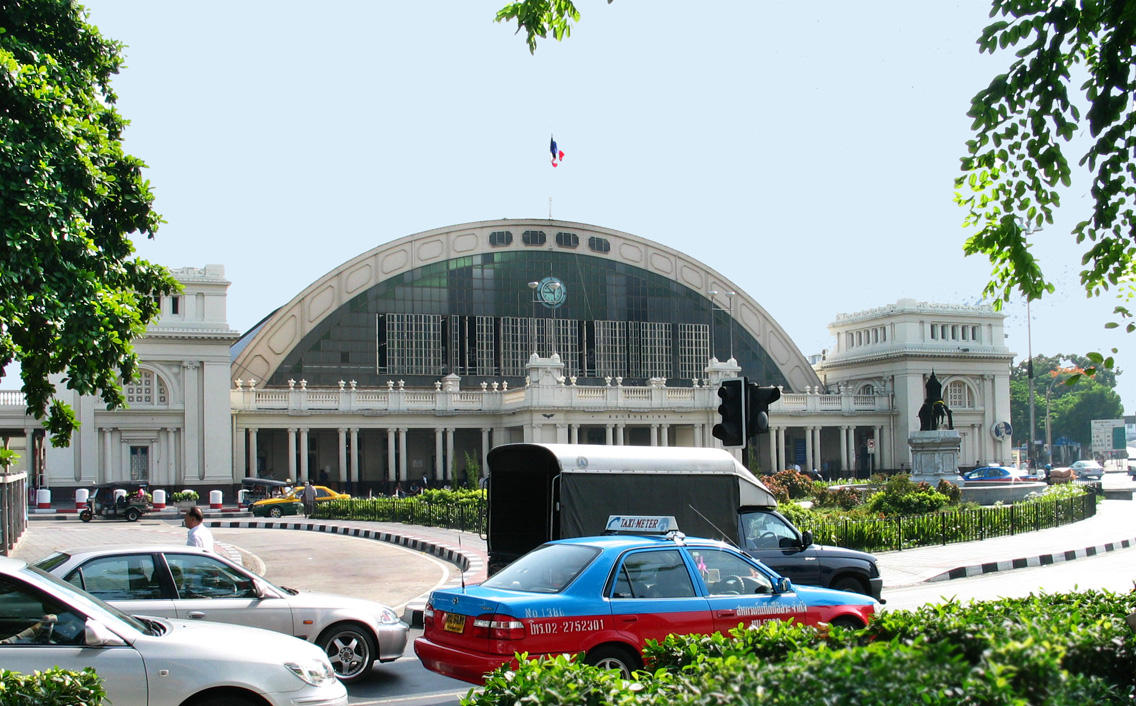
Bangkok, dworzec Huamphalong według wzorców francuskich

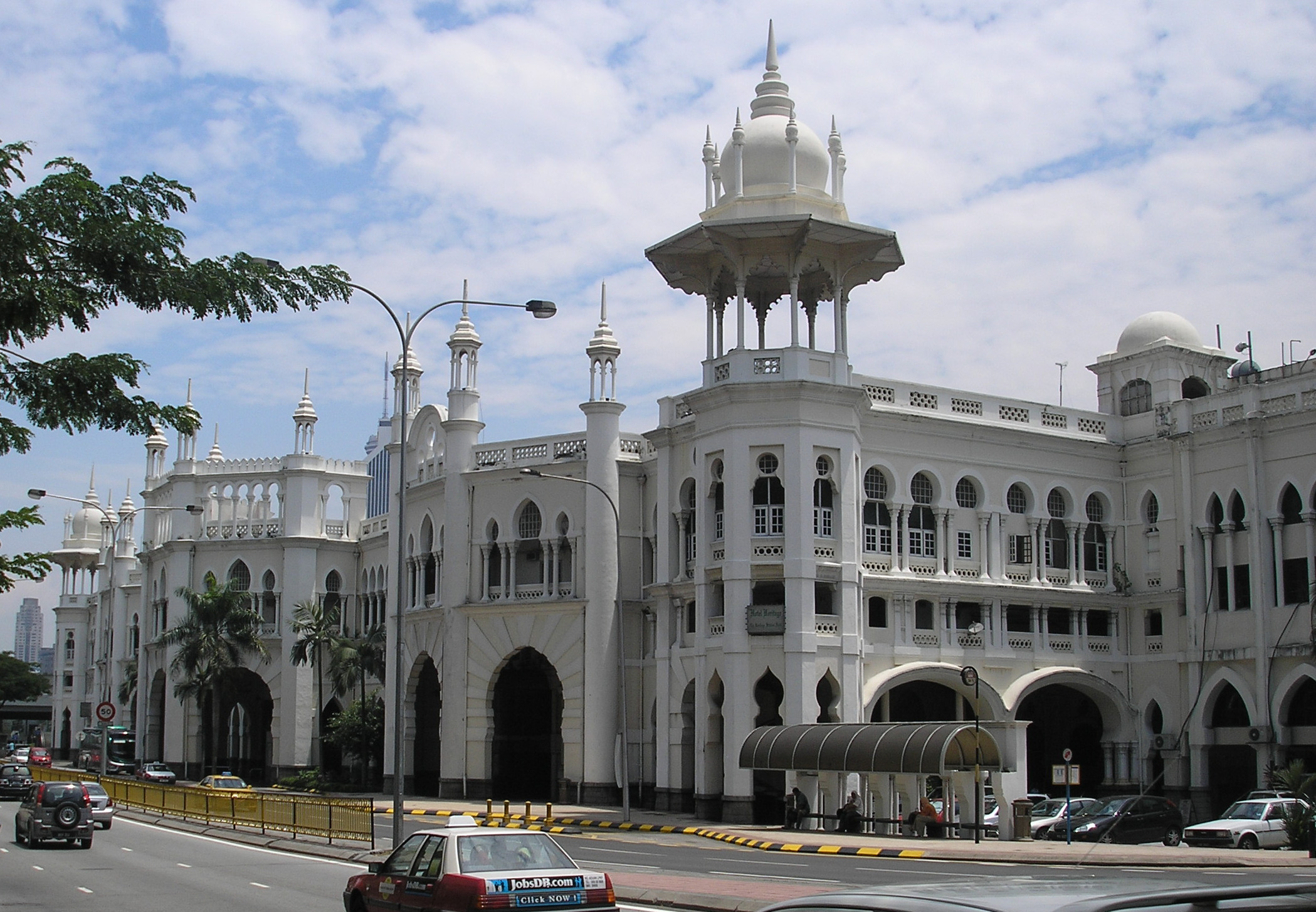
Kuala Lumpur, dworzec z 1911 r.; brytyjski orientalizm

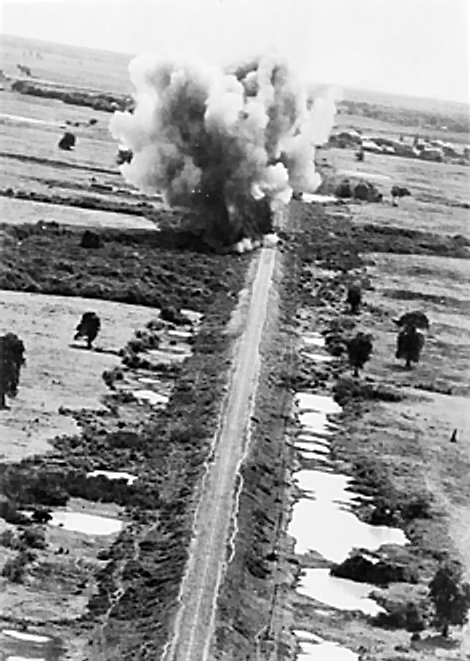
RAF atakuje mosty na kolei Birma-Syjam by powstrzymać inwazję japońską na Indie

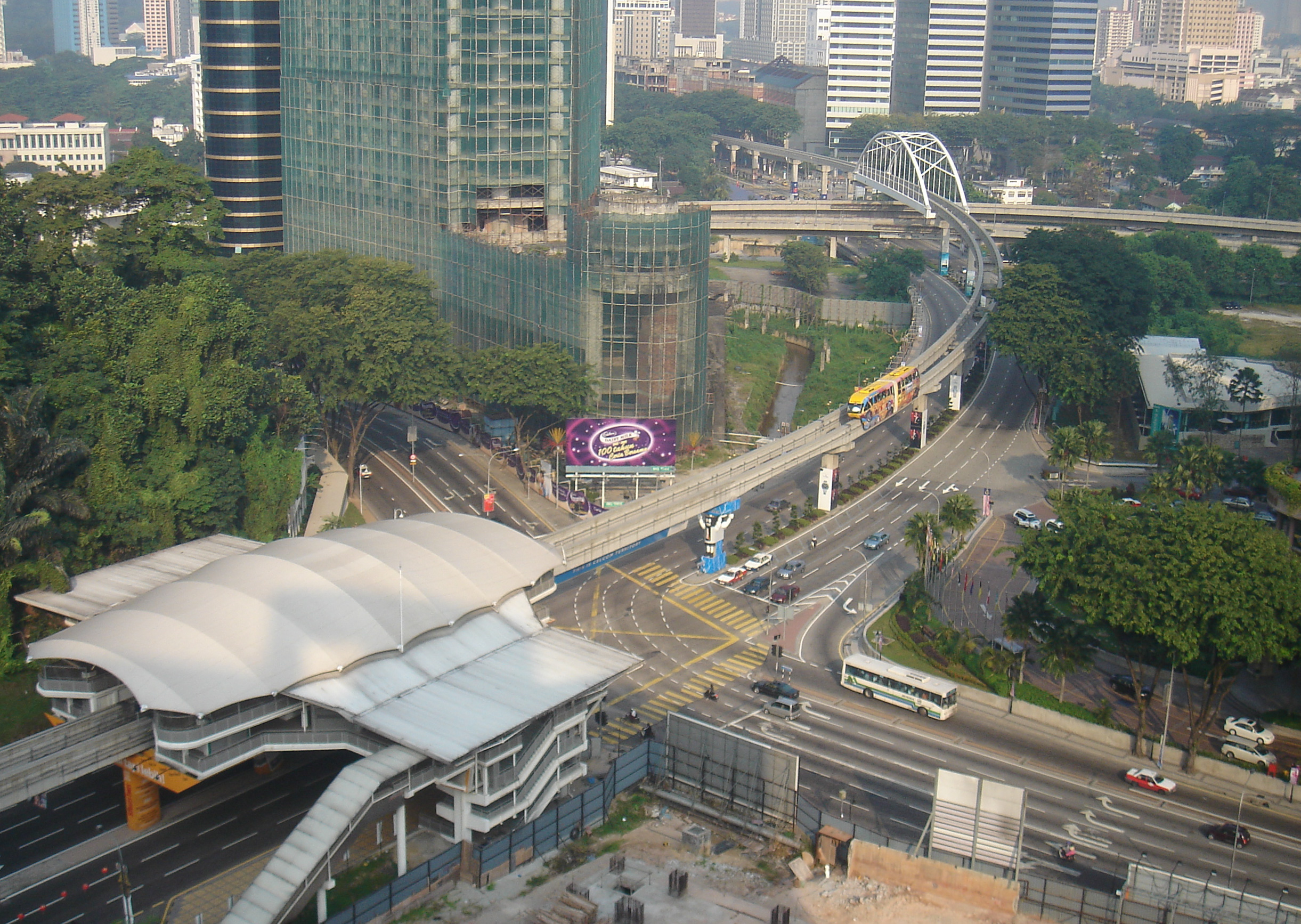
Kuala Lumpur, kolej jednoszynowa jako SKM

- 10 sierpnia 1867 – pierwsza kolej na Jawie (Holenderskie Indie Wschodnie): linia Semarang – Tanggung; Nederlandsch-Indische Spoorweg Maatschappij (NIS); tor normalny; linia okazała się niedochodowa, więc budowę kolei w kierunku Surakarty i Yogyakarty kontynuowano potem przy wsparciu państwa[21];
- 1869 – pierwsza kolej w Birmie: otwarcie pierwszego odcinka kolei Rangun – Letpadan – Prome; tor metrowy;
- 31 I 1873 – Jawa: otwarcie kolei prywatnej Batawia (późn. Dżakarta) – Buitenzorg (późn. Bogor); tor 1067 mm; kolej NIS;
- 1878 – pierwsza kolej państwowa na Jawie: linia Surabaja – Pasuruan kolei Staatsspoor- en Tramwegen in Nederlandsch-Indië (SS), tor 1067 mm; odtąd główny ciężar budowy kolei na wyspie przejęło państwo; SS rozpoczyna też budowę przedłużenia linii NIS Bogor – Bandung – Maos – Cilacap w Jawie Zachodniej; kolej ta budowała na przełomie wieków linie na Sumatrze;
- 1884 – Jawa: ukończenie linii Surabaja – Surakarta (SS); tor 1067 mm; Część sieci szynowej na Jawie powstała jako koleje „lekkie” („tramway”), służące obsłudze wsi i lokalnego przemysłu oraz dowozowi do kolei głównych. Normatywy tych kolei pozwalały niekiedy na przechodzenie taboru z linii sieci krajowej, a niektóre linie zostały później do niej włączone.
- 1889 – Birma: ukończenie linii Rangun – Mandalay; tor metrowy; Birma miała jeden z najintensywniej na świecie pracujących systemów na torze metrowym, z dwutorowymi magistralami zbiegającymi się w Rangunie;
- l. 80. XIX w. – Wietnam: budowa kolei między Hanoi i Sajgonem; tor metrowy;
- 1890 – pierwsza kolej na Filipinach: otwarcie kolei Manila Rly. na wyspie Luzon; tor 1067 mm;
- 23 maja 1892 – pierwsza kolej w Syjamie: otwarcie linii kolei państwowej Bangkok – Ajutthaja; pierwotnie tor normalny, po 1919 przekuty na metrowy; Royal Siamese Rly.;
- 1893 – Bangkok: pierwszy tramwaj elektryczny w Azji[22];
- 1894 – Jawa: ukończenie odcinka Cibatu (koło Bandungu) – Maos (kolej SS) połączyło sieć kolejową Jawy Zachodniej i Jawy Wschodniej; podróż jednak wymagała przesiadania się ze względu na różne rozstawy torów (przejazd między Surabayą i Batawią zajmował trzy dni);
- 1898 – Madura (Holenderskie Indie Wschodnie): pierwszy odcinek kolei „lekkiej” Bangkalan-Kalianget; Madoera Stoomtram Maatschapij;
- l. 90. XIX w. – Sabah (Borneo, obecnie Malezja): linia Beaufort – Weston, pierwsza kolej na Borneo (North Borneo Rly.); tor metrowy;
- 1899 – tramwaj elektryczny w Batawii (późn. Dżakarta); Hanoi 1901; Mandalay (Birma) i Manila 1904; Singapur 1905[23]; Penang (Malaje) 1906;
- 1903 – Syjam: otwarcie kolei Thonburi – Phetchaburi (150 km, obecnie Southern Line);
- 1905 – Jawa: początek eksploatacji pociągów wąskotorowych na normalnotorowej linii NIS Surakarta – Yogyakarta, na torze trójszynowym;
- 1906 – Jawa: otwarcie linii przez Góry Priangan, skracającej teoretycznie dystans między Batawią i Surabają do 23 h – w praktyce podróż trwała dwa dni ze względu na zakaz ruchu nocą;
- 1917 – Jawa: ukończenie linii Cirebon – Kroya omijającej Bandung i skracającej podróż Batawia – Surabaja do 17 h (1918 wprowadzenie nocnego ruchu pociągów);
- 1922 – Celebes (Holenderskie Indie Wschodnie): otwarcie linii Ujung Pandang – Takalar, jedynej kolei na wyspie; kolej zamknięto w 1930 ze względu na brak zapotrzebowania na przewozy; poza Jawą, Sumatrą, Madurą i Celebesem nie było kolei użytku publicznego na żadnej innej wyspie obecnej Indonezji;
- 1923 – tramwaj elektryczny w Surabai (Jawa) i w Sajgonie;
- 1925 – Jawa: elektryfikacja linii podmiejskiej Dżakarta – Bogor; =1500 V;
- 1929 – Jawa: otwarcie nowej linii na torze 1067 mm Yogyakarta – Surakarta pozwalającej na szybsze przebiegi pociągów; dzięki niej w 1939 czas przejazdu między Dżakartą i Surabają skrócono do 11 h 27' (najszybszy pociąg, „Eendaagsche-Expres”, miał średnią prędkość 71,7 km/h);
- 1932 – pierwsza kolej w Kambodży: pierwszy odcinek linii Phnom Penh – Poipet (granica z Syjamem), ukończonej do 1940 r.; tor metrowy; budowana przez Francuzów;
- 1943 – ukończenie kolei strategicznej łączącej sieć Syjamu i Birmy (Nong Pladuk – Thanbyuzyat; z mostem na rzece Kwai w Kanchanaburi, Syjam) budowanej przez japońskie wojska okupacyjne przy niewolniczej pracy m.in. jeńców wojennych; linia zamknięta w końcu l. 40.; obecnie funkcjonuje między Nong Pladuk i Nam Tok w Tajlandii;

W l. 30. w Holenderskich Indiach Wschodnich rozpoczęto zamknięcia linii deficytowych; jednocześnie zwiększano prędkości na liniach głównych. Japońska okupacja 1942–1945 przyniosła m.in. upaństwowienie kolei i likwidację sieci normalnotorowej. W 1945 r. Indonezja ogłosiła niepodległość. Stało się to powodem wojny z Holandią, trwającej do 1950 r. W momencie ostatecznego uzyskania niepodległości kolej znajdowała się w stanie upadku, pogłębionego jeszcze w następnych latach. Od 1953 zaczęto wprowadzać trakcję spalinową, przeważnie korzystając z używanego taboru sprowadzanego z USA. W latach 70. dokonano masowych zamknięć linii deficytowych, zwłaszcza kolei „lekkich”. W 1991 zreformowany zarząd kolei (Perusahaan Umum Kereta Api, w skrócie Perumka) rozpoczął program modernizacji, który doprowadził nawet do likwidacji deficytu, podniesienia standardu głównych linii i wprowadzenia szybkich pociągów „Argo” 1995, co poprawiło nieco fatalny wizerunek kolei.
- 1984 – Manila: otwarcie pierwszego odcinka metra nadziemnego, tzw. LRT;
- 1987 – pierwsze odcinki metra w Singapurze;
- 1995 – Kuala Lumpur: otwarcie kolei aglomeracyjnej KTM Komuter; elektryfikacja ~25 kV 50 Hz;
- 1996 – Kuala Lumpur: pierwsze odcinki metra nadziemnego (STAR); 1998 otwarcie linii nadziemnej napędzanej silnikiem liniowym (Putra);
- 1999 – Bangkok: otwarcie sieci metra nadziemnego BTS;
- 2003 – Kuala Lumpur: otwarcie linii kolei jednoszynowej (Monorail).

### Japonia
- 12 lipca 1872 – otwarcie kolei parowej między Shimbashi (Tokio) a Jokohamą
- 1964 – otwarcie Tōkaidō Shinkansen; pierwsza linia wysokich prędkości na świecie.

### Chiny i Tajwan
- 1876 – pierwsza kolej w Chinach: Kolej Woosung między Szanghajem i Wusong; rozebrana w 1877 r.;
- 1881 – kolej od kopalni węgla Tangshan do Xugezhuang (Tanggu).
- 1887–1893 – kolej Keelung – Tajpej – Xinzhu, pierwsza kolej na Formozie.

### Korea
- wrzesień 1899 – otwarcie kolei Hanseong (późn. Seul) – Inczon; linia Kyungin-seon.

### Iran

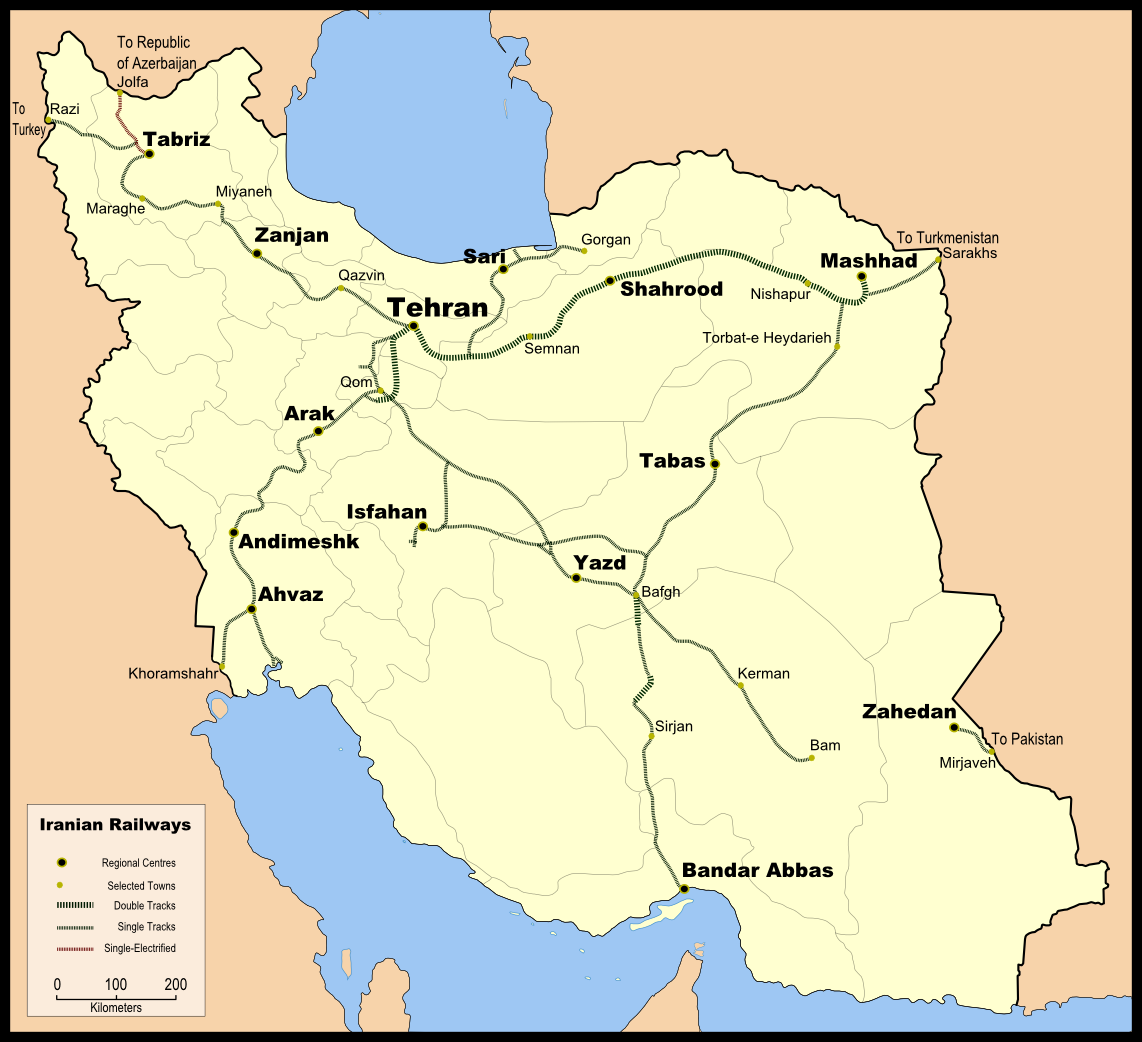
Iran – sieć kolejowa

Pierwszą kolej, konną, otwarto za panowania szacha Nassera al-Dina (1848–1896) na przedmieściach Teheranu między Darvazeh-ye Shahr-e-Rey i Placem Horr. Kolej została z czasem wyposażona w parowozy. Zamknięto ją w 1952 r.
- 1916 – otwarcie kolei Tabriz – Dżolfa (granica rosyjska; 146 km) z odgałęzieniem Sufiyan – Szaraf Haneh (53 km);
- 1939 – otwarcie Kolei Trans-irańskiej długości 1392 km, łączącej Bandar-el-Szah (późn. Bandar-e Torkaman) nad Morzem Kaspijskim z Bandar-el-Shahpur (późn. Bandar-el-Emam Khomeyni) nad Zatoką Perską przez: Ahwaz, Dezful, Arak, Kum, Teheran, Garmsar, Firuzkuh, Szahi (późn. Gha’emszahr) i Behszahr;

Poza wspomnianymi liniami budowa sieci kolejowej w kraju miała miejsce po II wojnie i trwa właściwie do dzisiaj. Do rewolucji 1979 r. funkcjonowało ok. 5 tys. km linii, do końca wieku – 6700 km. Jedynym odcinkiem zelektryfikowanym (sieci krajowej) jest linia Tabriz – Dżolfa.
- 1977 – otwarcie linii z Szarafchane do granicy tureckiej; połączenie Iranu z normalnotorową siecią europejską;
- 1993 – otwarcie linii Bafgh (Bafgh) – Bandar Abbas nad Zatoką Omańską;
- 1996 – otwarcie linii Meszhed – granica turkmeńska („kolej jedwabnego szlaku”);
- 1999 – otwarcie pierwszego odcinka metra w Teheranie;
- 2005 – otwarcie kolei Bafgh – Meszhed; utworzenie połączenia Azji Środkowej z Oceanem Indyjskim;
- 2008 – przewidziane doprowadzenie kolei z Bam do Zahedanu i połączenie z siecią pakistańską przez stację przeładunkową („break-of gauge”) na granicy państw.

### Czechy i Słowacja (po 1918 r.)

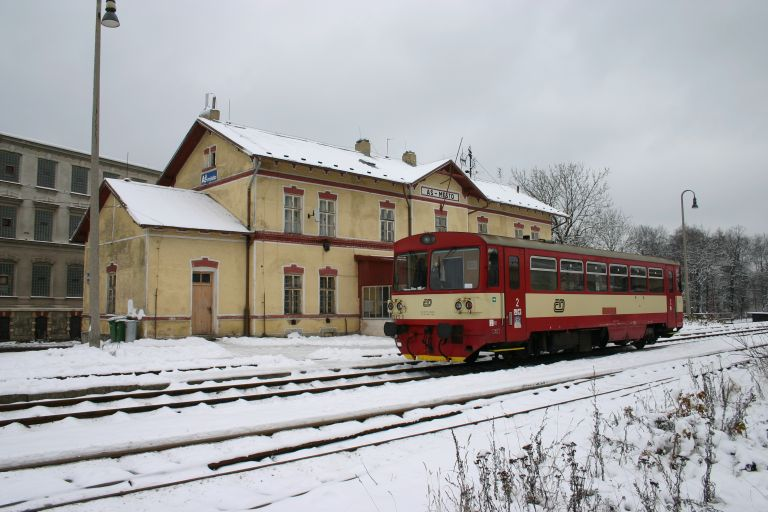
Stacja Aš Město: lekkie wagony spalinowe typu 810 stały się najbardziej typowym taborem na liniach lokalnych Czechosłowacji

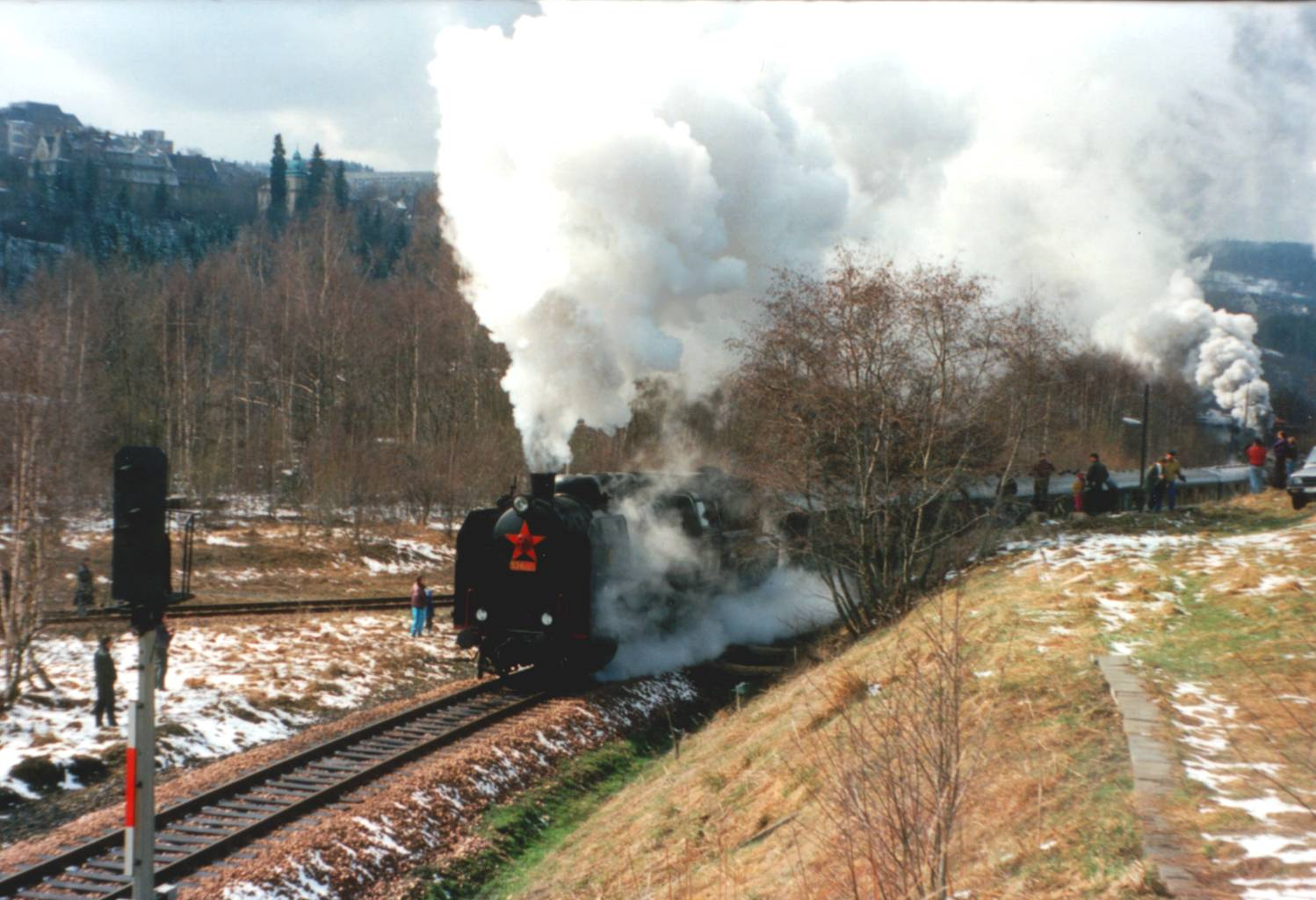
Po aksamitnej rewolucji restytucja połączeń transgranicznych z Niemcami i Austrią: pociąg inauguracyjny na linii Potůčky – Johanngeorgenstadt w 1992 r.

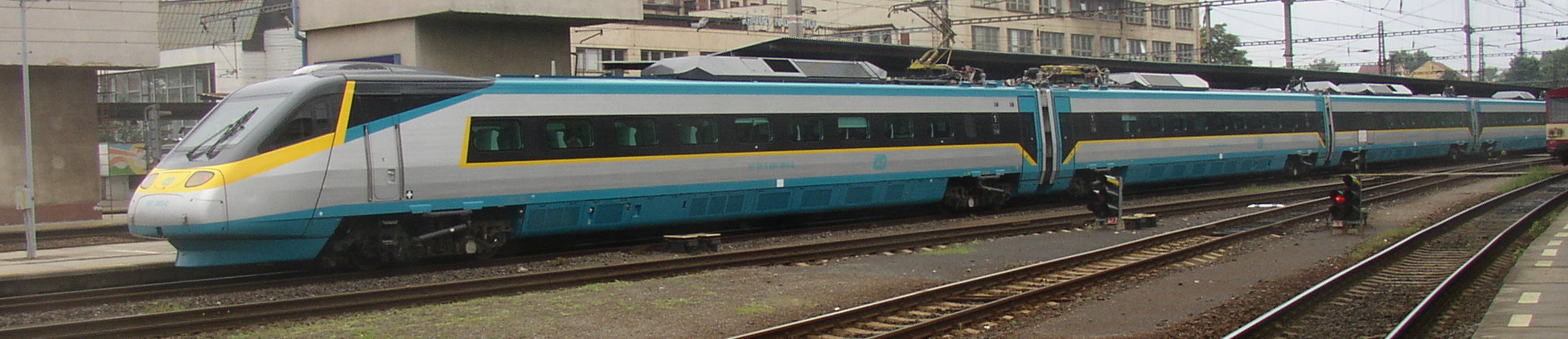
Pendolino ČD

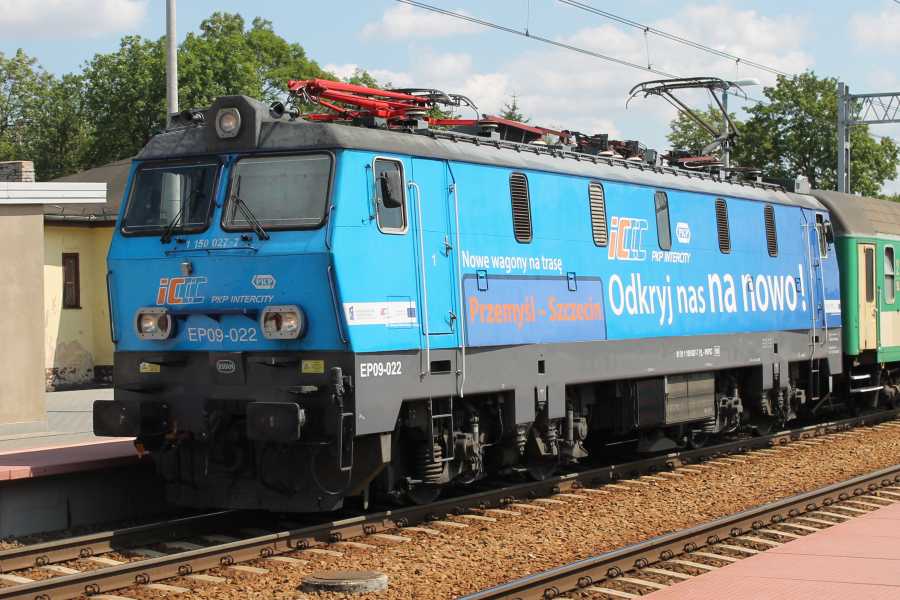
Polski elektrowóz EP09

- 1918 – utworzenie zarządu kolei państwowych Czechosłowacji: Československé státní dráhy (ČSD);
- 1925-36 – (gł. SK) utworzenie linii středoslovenská transverzála Brno – Veselí nad Moravou – Nové Mesto nad Váhom – Trenczyn – Prievidza – Zvolen – Bańska Bystrzyca – Margecany (- Koszyce); linia obejmowała adaptację tras istniejących oraz budowę trzech nowych odcinków, z których najtrudniejszym była linia Veselí – Nowe Miasto – przewyższenie 200 m przy maksymalnym spadku 1,38%, z tunelem „pod Poľanou” dług. 2,42 km; nowy 12-kilometrowy odcinek Červená Skala – Margecany ma przewyższenie 170 m, pokonane m.in. za pomocą jedynego w Czechosłowacji tunelu spiralnego;
- 1935 – (CZ) otwarcie nowego dworca w Hradcu Kralowe;
- 1936-40 – (SK) budowa linii Bańska Bystrzyca – Hermanec – Dolná Štubňa; przewyższenie 350 m i 125 m, maks. nachylenie 1,8%, minimalny promień łuku 300 m, 22 tunele;
- 1953 – (CZ) otwarcie linii Havlíčkův Brod – Tišnov; budowa od 1938, podjęta po rozbiorze Czechosłowacji dokonanym w Monachium; linia stała się nową magistralą Brno – Kolín (- Praga);
- 1956 – ukończenie elektryfikacji odcinka Żylina – Nowa Wieś Spiska, pierwszej dalekobieżnej linii sieci krajowej w Czechosłowacji; 1962 trakcja elektryczna na całej magistrali Uście nad Łabą – Praga – Przerów – Żylina – Czarna nad Cisą; początkowo zasilanie = 3000V, po 1963 elektryfikacje prądem ~25 kV, 50 Hz (większość linii wcześniej zelektryfikowanych uległa konwersji na nowy system);
- 1960 – w praskiej fabryce Tatra Smíchov rozpoczęcie seryjnej produkcji wagonu Tatra T3, najpopularniejszego tramwaju w historii;
- 1963 – (CZ) otwarcie toru próbnego pod Velimem (okolice Podiebrad; „Železniční zkušební okruh”);
- 1974 – (CZ) pierwsza linia metra w Pradze;
- 1992 – rozwiązanie ČSD (1991); podział sieci kolejowej na część czeską – pod zarządem kolei České dráhy (ČD) i część słowacką – pod zarządem kolei Železnice Slovenskej republiky (ŽSR). W 2002 na Słowacji przewoźnikiem stała się kolej Železničná spoločnosť (ŽSR stała się zarządcą infrastruktury);
- 2005 – (CZ) wprowadzenie pociągów Pendolino do normalnego ruchu na głównych korytarzach transeuropejskich; skrócenie czasu przejazdu jest uzależnione od postępów modernizacji trasy (czas rozkładowy Praga – Brno w 2005/06 wynosił 2 h 23').

### Polska (po 1918 r.)
- 1921 – otwarcie linii Kutno – Strzałkowo, najkrótszego połączenia między Warszawą i Poznaniem;
- 1928 – otwarcie pierwszej linii tramwajów zagłębiowskich;
- 1933
  - ukończenie Magistrali węglowej;
  - konsolidacja węzła warszawskiego: otwarcie linii średnicowej, częściowo podziemnej;
- 1988 – podwyższenie prędkości pociągów do europejskiego standardu 160 km/h na jednej linii kolejowej (CMK)